# Perfume (日本音樂團體)
Perfume（日语：／ Pafyūmu，中文又稱電音香水）是一個出身於日本廣島縣的女子流行電子音樂組合，所屬唱片公司為环球音乐旗下宝丽多唱片（Polydor Records / Perfume Records），全部成員均為AMUSE經紀公司屬下。
Perfume最初於1999年由3名成員組成，發展至今成為日本最具知名度的女子團體之一。Perfume在主流出道後的大部份歌曲皆由電子音樂組合CAPSULE的成立人中田康貴製作，多張暢銷單曲及專輯為她們在日本音樂市場帶來不同獎項及成就，至今已擁有多張金唱片單曲、一張雙白金專輯、五張白金專輯及三張金專輯，日本唱片總銷量超435萬（截止至2024年9月）。
Perfume的特色包括了其富創意的舞台表演，以及集神秘感、未來感、機械感和可愛於一身的音樂風格。

## 成員
在成員第一次見面後，西脇就已經一直在組合裡起了領導者的作用，大本和樫野也受到了她的不少影響，因而被視為是隊中的隊長。作為成員當中的決策人物，西脇也負責在每次演出前聽取各人意見，並決定現場演出的曲順 ，但Perfume在表演時並無固定的站位，因此三人在同一首歌裡的位置會經常改變，西脇作為重要成員也不會像其他組合般被安排站在中央位置，會根據每首歌的取向來決定C位的人選。由於成員自出道以來在服裝和髪型方面並沒有太明顯的變化，因此這也成為最容易分辨出三人的特徵(A:長捲髮、N:短髮、K:黑長直髮) 。
Perfume在演唱會和電視節目上的談話環節部分多數由西脇代表三人發言，但她們曾表示「這只不過是為了把三人的想法好好結合起來，再傳達給觀眾而作出的決定」。三人不會在談話中擔當特定的角色，發言時也沒有定先後次序。

### 現任成員
| 暱稱／藝名    | 全名              | 出生日期       |
| ------------- | ----------------- | -------------- |
| （NOCCHi）    | 大本彩乃（大本 彩乃） （） | 1988年9月20日  |
| （KASHIYUKA） | 樫野有香（樫野 有香） （） | 1988年12月23日 |
| （a-chan）    | 西脇綾香（西脇 綾香） （） | 1989年2月15日  |

### 已離開成員
| 暱稱／藝名   | 全名              | 出生日期      |
| ------------ | ----------------- | ------------- |
| （Kawayuka） | 河島佑香（河島 佑香） （） | 1988年11月5日 |

## 名字由來

組合標誌（2004至今）

Perfume在英文裡是香水的意思，取此名稱的原因是因為團體的三名初代成員——西脇綾香、樫野有香和河島佑香的名字都有「香」字。
此外，Perfume在出道初期也曾經以或等平假名標記團名，因為當時日本演藝界流傳一個都市傳說，指「暢銷團體的團名筆劃都是13劃」，而成員們仰慕的團體SPEED團名也是13劃，西脇也曾表示「想仿效SPEED所以才選了13劃」。
在河島佑香離開後，2001年加入的大本彩乃名字中並沒有「香」這個字，所以現在通常以「香氣可以讓人的心情舒緩、帶來愉悅的感覺，我們也想成為那樣的存在，因此用英文單字香水（Perfume）做為團名」來解釋團名。
2003年，前往東京發展，並加入Amuse經紀公司改以英文標記團名。

## 經歷

### 1999年－2002年：廣島・地方偶像時代
1999年，在新廣島電視台廣島演藝學校裏就讀的三名11歲1期生西脇綾香、樫野有香和河島佑香在學校自組了團體（即 Perfume 的平假名寫法）。然而在團體還沒有出道前，河島就已離開了演藝學校，後來先後加入三個不同的團體，並以「Yuka」名義進行個人活動。2001年夏天，西脇在與家長和學校講師等人商討後，決定找來歌唱、舞蹈都很出色，在年齡和體格方面也都很接近兩人的同期生大本彩乃。大本當時已經在其他團體中活動，不過由曾經與大本有過一面之緣的西脇在學校的電梯裡提出邀請後，最終同意加入了，從此確立了團體的成員。

註：當時西脇在計劃邀請大本入團時，除了找老師家長外並未找身為團員的樫野討論過，這點還曾經被樫野在節目中笑著吐嘈過。
。
2002年3月，由廣島演藝學校的唱片厂牌「（红叶唱片）」發行了獨立單曲《（魔法★吞下去）》出道，並在8個月後再次發行《（男友徵集中）》，但兩曲均只限定廣島發售，三人也只會在市內進行活動。Perfume最初發行的這兩張單曲都是由PAPPARA河合製作的，音樂和MV的拍攝均屬典型的偶像風格。在出道後初期，團體經常爭取在唱片店的室內音樂會、商場活動、花卉節、區民祭和商店街等機會演出 。

### 2003年－2005年：東京・地下偶像時代
2003年春天，三人升到國中三年級後一同前往東京，加入和廣島演藝學校有合作的藝能事務所 AMUSE，並成為 AMUSE 旗下新人女性藝人培育計劃「BEE-HIVE」的一員，與其他新晉團體一同出席演唱會和表演活動，組合名字也從更改至直至目前使用中的英文名稱「Perfume」。
2003年8月，首張以「Perfume」名義發行的單曲《スウィートドーナッツ（Sweet Donuts）》由 BEE-HIVE Records 發行，唱片由電子音樂組合CAPSULE的製作人中田康貴負責音樂製作，音樂路線與廣島時代完全不同，改為將流行電音、晶片音樂、秋葉澀谷系和一般的J-POP風格混合而成。包括這張單曲在內，Perfume 在此段時期發行的3張單曲當中所有歌曲皆由木の子作詞。
從2004年的春天開始直到2005年的夏天，Perfume 將活動範圍移動至秋葉原 ，不時在街頭和有「偶像登龍門」之稱的 Sun Street 龟户表演，又在同年參加了「Cutie Pop Union '04 〜Summer〜」，挑戰以電子樂器特雷門及電子合成鼓、變聲效果器進行演奏。同年9月，發行新單曲《ビタミンドロップ（Vitamin Drop）》，並被任天堂選為 GBA 遊戲「伝説のスタフィー3」的廣告主題曲 。
2005年夏天，趁著參加「潑水大作戰!2005」的機會，Perfume 為「元祖秋葉原女王」桃井晴子的歌曲「AKIHABALOVE」（アキハバラブ）配唱，該曲其後更以音樂錄影帶的形式發行。Perfume 在此時開始有一段頗長的時間都被視為是秋葉澀谷系偶像的一員，直至她們在2008年發行《GAME》，社會才對團體有所改觀。

### 2005年－2006年：正式出道
2005年9月21日，Perfume 於唱片公司Tokuma Japan Communications發行首張單曲《リニアモーターガール（Linear Motor Girl）》，正式出道。
2006年1月11日，Perfume 推出第2張單曲《コンピューターシティ（Computer City）》，接著在短短5個月後的6月28日推出了第3張單曲《エレクトロ・ワールド（Electro World）》。和地下時代色彩繽紛的衣服不同，三張單曲的音樂錄影帶開始改以黑色為基礎的服裝為主，《リニアモーターガール》音樂錄影帶的題材也是從科幻電影「第五元素」中獲得靈感，被歌迷合稱為「近未來三部曲」或「電音三部曲」，Perfume 所屬的藝能事務所 AMUSE 也開始將其標榜為「近未來型流行電音團體」，標誌著組合的正式轉型。
2006年8月2日，Perfume首張專輯《Perfume ~Complete Best~》發行，差不多收錄了之前推出過的全部單曲及當中的B面曲，因此也被視作一張精選專輯，但專輯也包含一首新曲「パーフェクトスター・パーフェクトスタイル（Perfect Star Perfect Style）」 。專輯在發售時限定推出一萬張，但銷量未如理想，在榜时僅售出6672張，首周排行ORICON第66名。但一年後再發行時，銷售一舉突破十萬張，最高達到 ORICON 24位，雙版本最後累計銷量近16萬張。
同年12月20日，Perfume推出網絡下載限定聖誕歌曲「Twinkle Snow Powdery Snow」，並在 Windows Media 音樂服務「mora win」中連續5天下載量排名第一位，其後更有支持者在 YouTube 等網站上載相關影片，吸引大量網民觀看，令三人意料不及。

### 2007年：成名作《Polyrhythm》
踏入2007年，在同屬BEE-HIVE的其他組合一個一個被事務所放棄或黯然解散的時候，Perfume 成了碩果僅存的一隊，繼續獲得機會推出新單曲。2007年情人節，Perfume 推出單曲《Fan Service［sweet］》，唱片收錄了新曲「チョコレイト・ディスコ（Chocolate Disco）」和早前在網上發佈的「Twinkle Snow Powdery Snow」。縱使單曲在公信榜只能排在第35位，但歌曲「チョコレイト・ディスコ」的 MV 在機緣巧合下，被人氣歌手木村KAELA在商場的電視看到，並為此深深吸引，因而開始在自己的電台節目「OH! MY RADIO!」連續4週頻繁播放Perfume。的一系列歌曲。廣告導演友次彰在收聽該節目時聽到了歌曲，隨即邀請她們出演一則公益廣告。
2007年7月1日，NHK 開始在全國的電視台播放与AC JAPAN（届时名为公共广告机构）合作推廣廢物循環再用的廣告「（回收标志就是环保标志）」，廣告使用了 Perfume 尚未發行的新曲《ポリリズム（Polyrhythm）》，並拍攝了三人與環保物料跳舞的片段。這個電視廣告為 Perfume 提供了一個極為難得的媒體曝光機會，知名度迅速上升，三人開始受到日本廣大樂迷的注意，是 Perfume 走紅全國的開端。
7月11日，Perfume 在11個月前開售的專輯《Perfume～Complete Best～》在日本亞馬遜銷售量急升至第一名。與此同時，影片共享網站NICONICO動畫正流行上載偶像培育遊戲「偶像大師」（XBOX 360 版）的遊戲片段，在廣告播出後突然出現大量使用了 Perfume 團體名和樂曲的遊戲片段，為組合吸引了不少新歌迷。
8月，Perfume 被邀請參加在日本極具代表性的搖滾音樂節「SUMMER SONIC」，在大阪會場舞台「DANCE STAGE」負責開場表演。當時偶像團體能在搖滾音樂節上亮相是十分罕見的事情，而 Perfume 就成為首支能夠打破此規例的組合。
8月22日，Perfume 全員獲木村KAELA邀請至自己的電台節目對談 。
9月12日，先前大受歡迎的單曲《ポリリズム（Polyrhythm）》正式發行，成功帶著上升的人氣打進ORICON公信榜單曲榜TOP 10的位置，並取得日榜第4名、週榜第7名的佳績，是組合至今表現最好的一張單曲之一。
其後 Perfume 在10至11月間於名古屋、大阪、東京和家鄉廣島進行公演，並開始獲得了更多出露面機會，包括於10月22日首次出演富士電視台的黃金時間音樂節目「HEY!HEY!HEY! MUSIC CHAMP」、在10月24日出版的讀賣夜刊擁有特別專題頁「ALL ABOUT Perfume」、在10月31日播放的TBS短劇飾演兒童劇團、11月4日受邀參與福山雅治的電台節目 、12月1日，Perfume 與色情塗鴉一同在日本武道館参加「Act Against AIDS 2007」演唱會、12月28、29日，出演東京和大阪的「COUNTDOWN JAPAN 07/08」演唱會。
12月31日，Perfume 在 Live House「Zepp Tokyo」舉行跨年倒數演唱會。雖然由宣佈演唱會消息到舉行只有短短1個月，但能容納2709人的會場也全場滿座。

### 2008年－2009年：雙白金專輯《GAME》和白金專輯《⊿》
自單曲《ポリリズム（Polyrhythm）》後，Perfume 的唱片銷量在公信榜屢創佳績。承接著《ポリリズム（Polyrhythm）》的成功，Perfume 在2008年1月16日推出新單曲《Baby cruising Love / マカロニ（Baby cruising Love/Macaroni）》，在榜售出逾8萬張，登上了 ORICON 公信榜單曲榜第三名。同月，《Perfume～Complete Best～》銷售量突破10萬張，獲得日本唱片協會的金唱片認證（2015年销量突破20万，获得白金销量认证）。
2月14日，官方歌迷會「P.T.A.」（Perfumeとあなた、Perfume To Anata的簡寫，意思是「Perfume與你」）正式成立，三名成員也加入了歌迷會。三名成員最初被分配的編號分別是215號（西脇的生日日期）、920號（大本的生日日期）和13號（樫野最喜歡的數字是「13」），不過後來被更改，西脇獲重新分配的會員編號是1號，大本和樫野則分別被編為2號和3號。
4月16日發行的《GAME》以首週超過15萬張的成績一舉登上了 ORICON 公信榜專輯週榜冠軍，是自 YMO 1983年的專輯《NAUGHTY BOYS》以來，相隔25年後再次有電子音樂團體登上第一位，也從此踏進主流音樂市場，脫離秋葉原。《GAME》亦成為 Perfume 首張冠軍專輯，累計銷量超過47.7萬張，取得雙白金唱片的認證，Perfume 其後於全國10個城市舉行巡迴演唱會「Perfume First Tour 「GAME」」，全部門票迅即售罄。
4月4日，Perfume 主持的電視節目「HAPPY!」在日本電視台開播。
2008年7月9日，Perfume 推出其第7張主流單曲《love the world》，並以首週8.1萬張的銷量奪下單曲週榜冠軍，成為 Perfume 首張公信榜冠軍單曲，也比1983年 YMO 僅排在第二位的經典歌曲《因為妳、而心動》更為優勝，成為歷史上首張登上榜首的電子音樂單曲，同時也是自1998年 SPEED 的《ALL MY TRUE LOVE》以來首個不屬於 Hello! Project 的女性組合獲得第一位，打破了其壟斷市場多年的境況。
8月9日和10日，Perfume 再次獲邀出席搖滾音樂節「SUMMER SONIC」，而本次會場因為人流過多更需要實施入場限制。10月11日，Perfume 首個冠名電視節目「Perfume的好奇孩子」在日本電視台開播。
10月15日，巡迴演唱會 DVD「Perfume First Tour 「GAME」」開始發售，首週銷量達6.5萬張，打敗了安室奈美惠和濱崎步在同年度發售的演唱會 DVD（各約6萬張），成為2008年女性同類 DVD 首周最高銷售紀錄者。
2008年11月6日至7日，Perfume 連續兩天舉行了她們首次在日本武道館的演唱會「Perfume “BUDOUKaaaaaaaaaaN!!!!!”」。演唱會的門票在開售首天就已經售罄，演唱會當日更有歌迷早上9時開始在場外排隊，等待在下午2時發賣的相關紀念商品，最終兩天總入場人數（連追加座位在內）近2萬。為了嘗試與以往不同的舞台經驗，這次演唱會採用了一個會旋轉的廣闊圓形舞台，並在演唱時以激光相襯。在演唱會的安可時段，Perfume 首次演出了即將發售的新曲《Dream Fighter》，最後宣佈將在2009年在另一個有名的場地——國立代代木競技場再次舉行演唱會。
11月19日，推出第8張單曲《Dream Fighter》，這張單曲也在發售首週登上公信榜第2名，並連續17週上榜，音樂影片隨後在翌年獲得「SPACE SHOWER音樂錄影帶大獎」的最佳舞蹈獎。在同年除夕，Perfume 首次參加NHK紅白歌合戰，演唱使她們一舉成名的歌曲《ポリリズム》，實現了三人9年以來一直期待著的夢想。

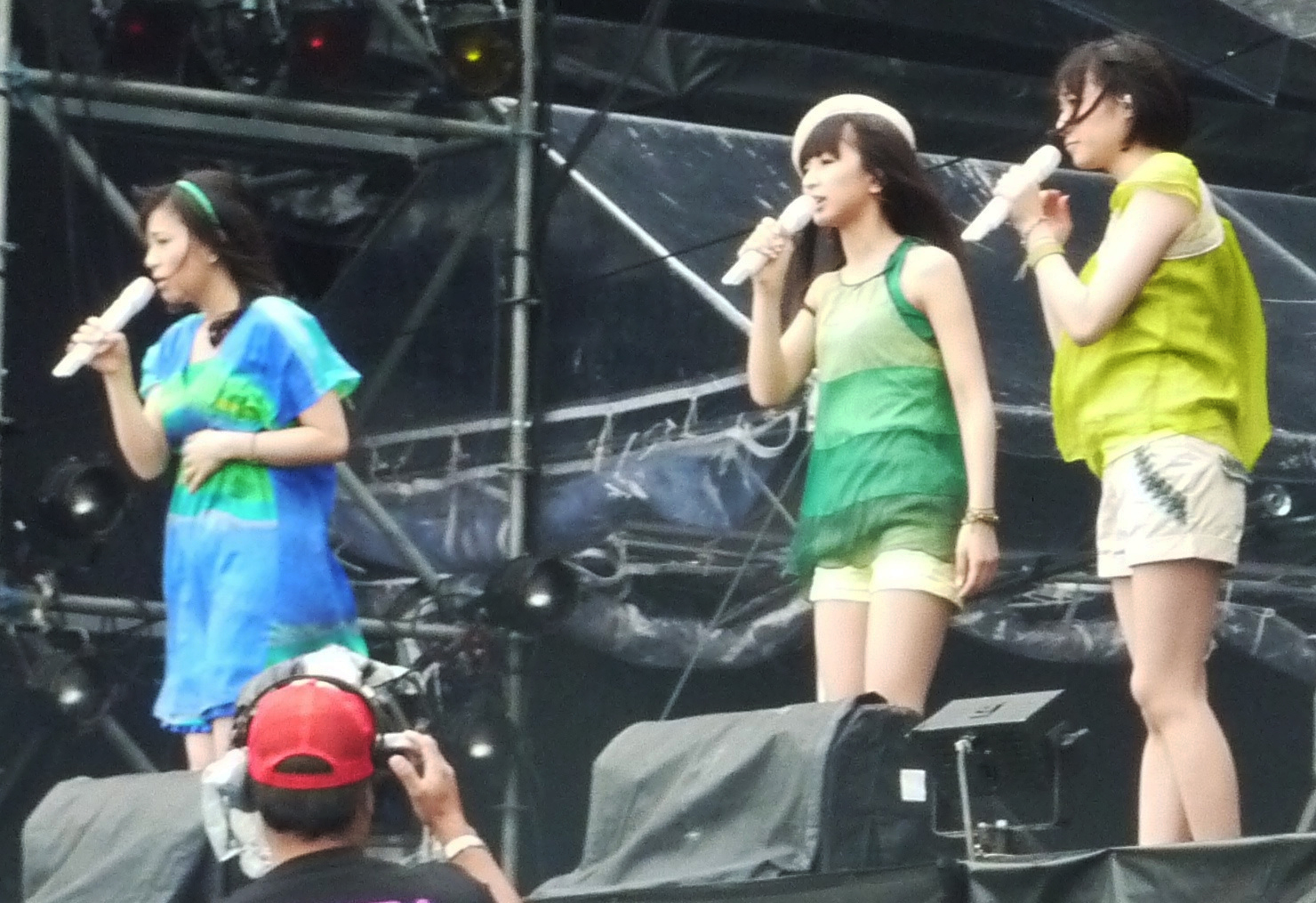
2009年，在「ROCK IN JAPAN FES」上演出的Perfume。

2009年3月2日，Perfume 與AKB48、the GazettE和倖田來未等知名藝人一同出演 NHK 音樂節目「MUSIC JAPAN」 ，更由4月5日起接下主持工作，成為長達七年的節目常任主持，直至2016节目收官。
3月25日，Perfume推出該年度唯一一張單曲《ワンルーム・ディスコ（One Room Disco）》，以首週7.7萬張再次奪下公信榜週榜冠軍。
4月22日，Perfume 發行去年在武道館舉行演唱會的紀錄DVD「Perfume “BUDOUKaaaaaaaaaaN!!!!!”」，以首周6.3萬張的銷量登上 DVD 綜合銷售榜第1位，連續兩張 DVD 奪冠，這也是自早安少女組。在2000年8月30日發行「早安少女組。 First Live at 武道館 ～戀愛熱舞站 2000春～」（モーニング娘。ライブ初の武道館〜ダンシング ラブ サイト 2000 春〜）紀念 DVD 以來相隔8年零8個月後，再有連續兩張的女性團體 DVD 作品達成此紀錄，同時也超越了同年早前由aiko和濱崎步發售的 DVD（分別售出5.6和5.3萬張），升上第一位 。
5月9至10日，Perfume 在國立代代木競技場第一體育館連續兩天舉行演唱會「DISCO! DISCO! DISCO!」（ディスコ！ディスコ！ディスコ！），兩天共計吸引了兩萬五千名歌迷入場 。
5月12日，在由日本全國的CD店店員投票選出「最想賣出」或「最想客人聆聽」的唱片得出的「第1回CD店大獎」（第1回CDショップ大賞）當中，Perfume的《GAME》與大橋Trio的「THIS IS MUSIC」共同獲得準冠軍（第二名），僅僅輸給由樂團相對性理論發行並奪冠的出道專輯《戚風主義》。
與上一張專輯《GAME》相隔1年3個月，Perfume 的第3張專輯《⊿》（讀作，即）在2009年7月8日發行，以首周21.1萬張銷售量再次奪得 ORICON 公信榜專輯冠軍，超越該年3月 Chatmonchy 發售的《告白》（7.8万）成為同年最高銷量的女子組合專輯，這也是 Perfume 的第二張冠軍專輯，年間銷量達30.7萬張，獲日本唱片協會認證為白金唱片。伴隨著專輯的發行，Perfume 在8至10月於日本全國舉行巡迴演唱會「Perfume Second Tour 2009『直角二等邊三角形TOUR』」。
2009年12月，Perfume 相隔一年再度出席「COUNTDOWN JAPAN」（09/10） ，除夕夜第二次登上紅白歌合戰，演唱2009年度唯一發行的單曲《ワンルーム・ディスコ》。

### 2010年－2012年：專輯《JPN》、巨蛋及亞洲巡演，进军世界
2010年1月，Perfume發行其第三張演唱會DVD「Perfume Second Tour 2009『等邊直角三角形TOUR』」，以5.4萬張的銷售成績延續前兩作的紀錄，登上當週音樂與綜合DVD榜第一名，是自2001年7月早安少女組。發行的「早安少女組。 Live 戀愛革命21春 ～大阪城 Hall 最終日～」以來的8年半後，再有女性團體的DVD作品達成連續三張登上Oricon公信榜首位的紀錄。
3月7日至4月3日，Perfume舉行了首次只限歌迷會會員入場的Live House巡迴演唱會，在全國十個地方合共舉行了十二場演出。
2010年4月推出的雙A面單曲《不自然女孩/自然愛》首週銷量8.1萬張，比前作上升約四千張，但輸給了搖滾樂團BUMP OF CHICKEN的《HAPPY》僅獲Oricon公信榜週榜亞軍。
8月11日，Perfume在短短四個月後發行第十一張主流單曲《VOICE》，為日產汽車電視廣告曲。單曲首週售出8萬4千多張 ，也刷新了Perfume單曲首週最高銷售紀錄，唯輸給了福山雅治的《螢/少年》，連續兩張單曲取得Oricon公信榜週榜亞軍。同一張單曲中的B面曲「575」為KDDI「iida」電視廣告曲。加入了Perfume從未嘗試過的饒舌元素，卻意外地登上了手機鈴聲下載榜第一位。
2010年11月3日，Perfume首次登上東京巨蛋，舉行了紀念成立10周年的演唱會「1 2 3 4 5 6 7 8 9 10 11」，象徵團體邁向第11年。這場演唱會的入場人數達到5萬人（全場滿座），共演出22首歌曲，最後表演了即將推出的新曲《欸》（ねぇ）。這也分別是繼11年前的SPEED、以及1993年的YMO之後，第二個登上巨蛋舉行演唱會的女子團體和電音團體。在東京巨蛋演唱會後一週的11月10日，發行第12張單曲《欸》。單曲以首日超過4萬4千張，以及首週超過8萬5千張的銷量，連續三張單曲刷新自身單曲首日及首週初動紀錄，但仍不敵嵐的《無盡的天空》（首週57.2萬張），僅獲單曲週榜亞軍 。
11月底，Perfume首次踏上海外舞台，與R&B雙人組合CHEMISTRY一起代表日本到澳門出席由南韓Mnet媒體所舉辦的亞洲音樂頒獎典禮「2010 Mnet亞洲音樂大獎」，並演唱「欸」和「Chocolate Disco」兩曲。Perfume在此頒獎禮中獲得了亞洲最佳流行歌手獎。
年末登上兩大歌唱節目，分別在MUSIC STATION SUPER LIVE演唱「VOICE」，以及在紅白歌合戰演唱「欸」。
2011年2月，Perfume發行了她們先前於東京巨蛋舉辦的演唱會DVD「Perfume LIVE @東京巨蛋｢1 2 3 4 5 6 7 8 9 10 11」，以初週7萬張成績登上當週音樂與綜合榜第一名，超越早安少女組。，連續四張演唱會DVD奪冠，同時也追平SPEED在2000年3月以「SPEED FINAL DOME TOUR -REAL LIFE-」創下的紀錄。
3月11日，日本發生9級大地震，AMUSE事務所將旗下37個組合和54名藝人組織成特別團體「Team Amuse!!」，Perfume與ONE OK ROCK、南方之星和桑田佳祐等名人一同參與愛心義賣歌曲「Let's try again」的演唱以及MV拍攝。這首歌除了有由桑田編寫和演奏的部分外，也有一部分混合了各藝人以前的作品，當中Perfume的「Polyrhythm」就有部分片段被選取使用在歌曲中。由於地震所導致的東日本大震災對全國影響甚大，Perfume原定於4月20日發行的新單曲《Laser Beam/微香》也推遲到5月18日發行，同時宣布將單曲部分收益用於賑災。該單曲以首日4萬5千張、首週9.4萬張成績再一次刷新自身首日及首週初動紀錄，但不敵KAT-TUN，登上Oricon單曲週榜亞軍。此曲也被麒麟啤酒用於其電視廣告「麒麟CHU-HI冰結 溫柔的果實的3%」（キリンチューハイ 氷結 やさしい果実の3%） 中。
2011年夏季，「Polyrhythm」被迪士尼皮克斯選用，作為動畫「Cars 2」電影插曲之一（用作其中一幕的派對背景音樂），並收錄在6月14日起在美國發售的電影原聲帶中。Perfume也出席了在美國洛杉磯舉行的全球首映禮，而此電影其後在全球多國上映 。
7月23日，Perfume的2007年歌曲「Chocolate Disco」在富士電視台音樂節目「MUSIC FAIR」中被AKB48的分隊團體走廊奔跑隊和傑尼斯事務所旗下的手越增田合作翻唱。
9月23日，Perfume三人客串出演由森山未來主演的電影，並在片中與50名伴舞一同演出3年前的歌曲「Baby cruising Love」，這也是她們首次在電影中登場。
10月15日，Perfume再次到海外演出，出席在南韓大邱體育場舉行的亞洲音樂節「2011 Asia Song Festival」。
11月2日，Perfume推出最後一張由德間日本傳播發行的單曲《Spice》。「Spice（スパイス）」被TBS起用為深田恭子主演電視劇「專業主婦偵探~我是影子~」的主題曲，也是Perfume的歌曲首次成為無線電視台電視劇之主題曲。單曲在首週以7.6萬張成績登上Oricon公信榜週榜亞軍，連續9張作品進入前三名，並在同月獲日本唱片協會認證為金唱片。
11月30日，Perfume在相隔2年又4個月後推出第四張專輯《JPN》，專輯收錄了Perfume在2010年至2011年間大部份單曲的A、B面曲，並以首週約22.7萬的銷量取得Oricon週榜第一名，連續三張專輯登上冠軍位置，是自SPEED在1999年發行專輯《Carry On my way》的11年又11個月後再有女子團體獲得此記錄。同時，此專輯也是自2005年9月Perfume主流出道以來自身所獲得的最高首週銷量記錄。
12月31日，Perfume連續第四年登上紅白歌合戰，演唱「Laser Beam」，助紅組取得自2004年的第55回NHK紅白歌合戰以來失落了足足七年的勝利。

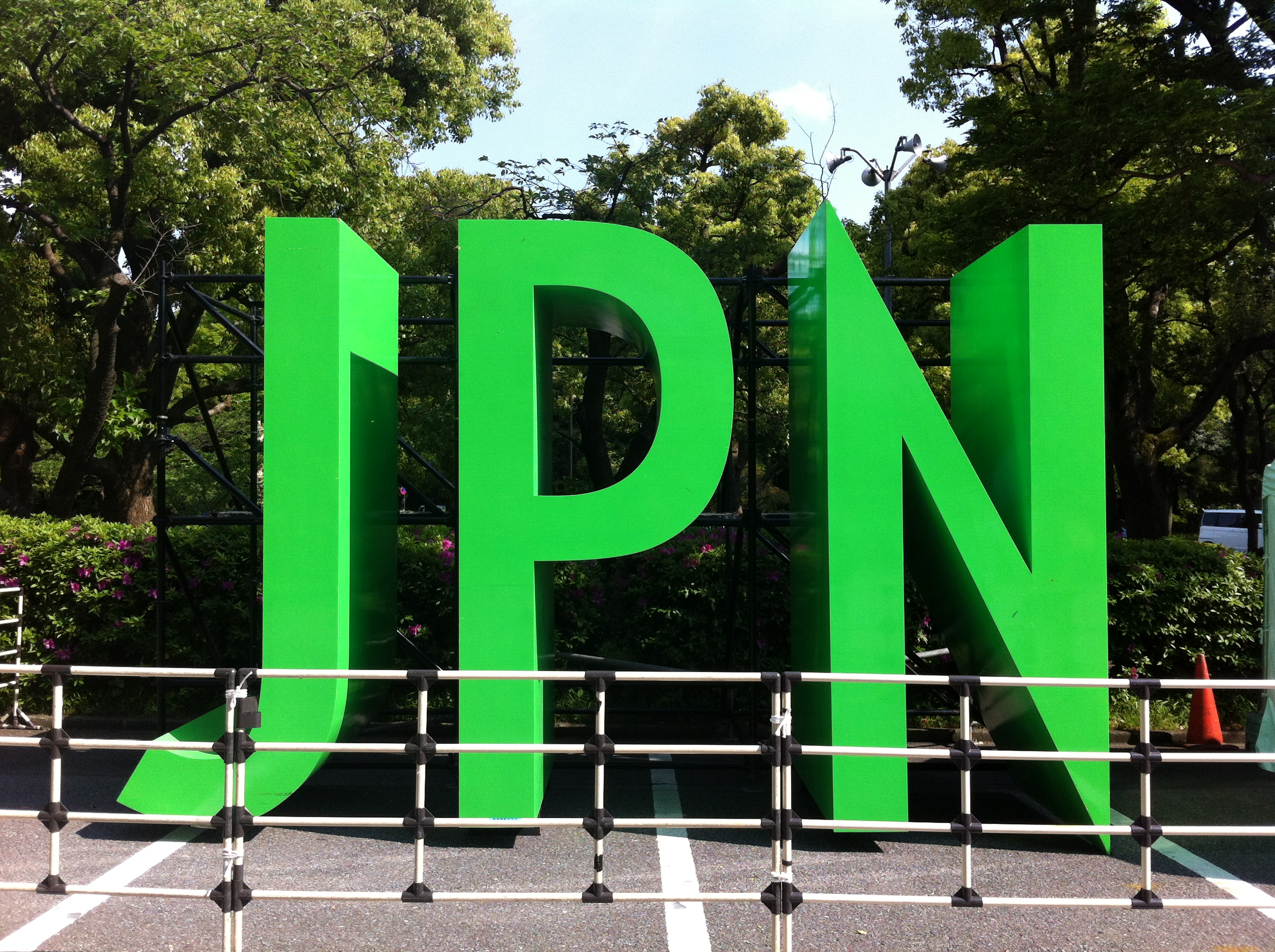
位於日本武道館場外的「Perfume 3rd Tour『JPN』」標誌。

2012年1月，Perfume以神戶World Hall作為其大規模巡迴ARENA演唱會「Perfume 3rd Tour『JPN』」的第一站，開始連續四個月在埼玉縣的超級競技場、東京都的日本武道館、以及Perfume首次到訪的沖繩縣宜野灣海濱公園等全國13個會場舉行合共21場的公演。

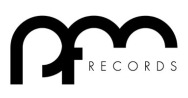
Perfume在環球唱片旗下成立的專屬廠牌「Perfume Records」標誌

2012年2月28日，作為正式邁向海外的第一步，Perfume決定從由主流出道後一直為所屬的德間日本通訊移籍到日本環球音樂旗下的UNIVERSAL J廠牌（2023年分拆为宝丽多唱片 / Polydor Records），並設立專屬廠牌「Perfume Records」，同時正式開設為海外歌迷而設的全球官方網站和Perfume專屬的YouTube頻道。德間唱片同時授權環球音樂於日本以外區發佈Perfume作品。
3月6日，Perfume同時在日本以外全球50個國家的iTunes Store上公開發售其最新專輯《JPN》，並在亞洲地區的台灣、香港、新加坡、南韓、馬來西亞及泰國推出《JPN》的實體專輯 。
4月11日，Perfume推出移籍後首張單曲《Spring of Life》並以首日售出近5萬張，首週銷量達到9.4萬張的成績登上Oricon週榜亞軍，僅落後Sexy Zone的《Lady Diamond》。此曲同樣被麒麟啤酒用於同一系列的電視廣告「麒麟CHU-HI冰結」（キリンチューハイ 氷結）中，但比上一次首週售出9.3萬張的廣告歌《Laser  Beam/微香》成績更好，刷新了自身最高初動紀錄。
5月18日，三人接受了日本時報的訪問，談論了移籍的經歷和未來邁向國際的打算等事情，是Perfume的首場英語訪談。
6月23日，Perfume在千葉縣幕張展覽館舉行的「MTV日本音樂錄影帶大獎2012」上擔任主持人，同時擔任開幕及閉幕表演，並在頒獎禮中獲得了「最佳舞蹈音樂影片」和「最佳舞蹈獎」兩個獎項。
8月1日，Perfume發行第三次巡迴演唱會的DVD『Perfume 3rd Tour ｢JPN｣』，收錄了於廣島Green Arena舉行的第二日公演錄像。DVD在發行首週以7.7萬張的成績登上Oricon DVD綜合週榜冠軍，刷新Perfume DVD銷售量的初動紀錄，並超越了SPEED自2000年3月發行的「SPEED FINAL DOME TOUR -REAL LIFE-」開始一直保持了11年的紀錄，也追平了宇多田光在2001年以《travelling》DVD版一直保持了9年又6個月的五連冠記錄，並成為史上首組達成演唱會DVD連續兩週冠軍的女子團體，在2012年音樂DVD年榜以104,031張的銷量位居第12名。
8月15日，Perfume推出2012年的第二張單曲《Spending all my time》，首週以超過8.4萬張取得Oricon週榜亞軍，不敵Kis-My-Ft2的《WANNA BEEEE!!!/Shake It Up》。
9月12日，Perfume推出首張為全球聽眾而設的精選合輯《Perfume Global Compilation "LOVE THE WORLD"》，特別選擇了如《Polyrhythm》和《レーザービーム（Laser Beam）》等受海外歌迷歡迎的歌曲集合而成。合輯在首週以11.8萬張銷量登上Oricon專輯週榜冠軍，成為繼SPEED在12年又9個月前以《Carry On my way》連續4張專輯登上冠軍以來，第二組達成這個紀錄的女子團體。
10月至11月，Perfume首次舉行海外巡迴演唱會「Perfume WORLD TOUR 1st」，在臺灣、香港、南韓及新加坡舉行，其中在臺灣舉行的首天演唱會全場滿座，而在新加坡舉行的巡迴最終公演更獲日本和臺灣的戲院安排進行現場直播，合計有2.8萬名觀眾收看。
12月8日上映的電影《今天開始談戀愛》選用了日本國內12個不同組合的歌曲作為插曲，其中包含了Perfume的「自然愛」。
12月31日，Perfume連續第五年登上紅白歌合戰，但演唱歌曲則一反常規保持神祕，直到演出時才披露歌曲為「Spring of Life」。

### 2013年：海外巡演、專輯《LEVEL3》
2013年2月14日，有見世界各地歌迷的數量持續上升，甚至有調查發現在YouTube上已有多達14.4萬段模仿Perfume舞蹈的短片，運營方決定正式成立為海外歌迷而設的官方粉絲俱樂部「WORLD P.T.A.」。
2月27日，Perfume發行2013年首張單曲《未來的博物館》，並在首週賣出6.8萬張，僅次於SMAP的《Mistake!/Battery》獲得Oricon週榜亞軍。除此之外，單曲也被選為多啦A夢電影「大雄的秘密道具博物館」的主題曲。
5月22日，發行單曲《Magic of Love》，首週銷量為6.6萬張，比前作上升近2萬張，但低於手越增田同週發行的《貓中毒》（9.6萬張）以及日本21世紀銷量最高的單曲，AKB48的《再見自由式》（176.3萬張）。而在同日發行的海外巡迴演唱會DVD「Perfume WORLD TOUR 1st」以首週4.5萬張的銷量獲得Oricon音樂榜及綜合榜雙榜冠軍，順利達成演唱會DVD六連冠，再次刷新女子團體DVD連續冠軍的紀錄。
5月29日至6月18日，Perfume舉行了首屆「Perfume FES」對擂形式巡迴演唱會，並將此次演唱會命名為「一直喜歡你～放浪麵疙瘩」（ずっと好きだったんじゃけぇ～さすらいの麺カタ），與齊藤和義、奥田民生和Maximum The Hormone共同演出，巡迴地點包括了東京、愛知和大阪。
Perfume在6月20日的2013年法國坎城國際創意節上憑著全球官方網站計劃「Perfume GLOBAL SITE PROJECT」獲得「銀獅獎」，並受邀參加作為表演嘉賓。這是首次有日本藝人登上坎城創意節舞台，表演「Spending all my time」的延長混音版本。在表演時將高科技立體投影技術結合三人舞蹈投射在屏幕上，運營方更為此特別從日本運送器材到當地。為Perfume在坎城創意節製作投影裝置的創意團體「Rhizomatiks」其後也在9月21日至10月20日於東京NTT InterCommunication Center Galley A舉辦了「Rhizomatiks inspired by Perfume」展覽，再次展出當日所使用的尖端技術。
7月3日至7日，延續去年舉行的「WORLD TOUR 1st」，Perfume再次舉行海外巡迴演唱會「Perfume WORLD TOUR 2nd」，但舉行範圍擴展至以歐洲為中心，地點包括德國科隆、英國倫敦及法國巴黎合共三個城市。
7月5日，在倫敦舉行的演唱會門票在四小時內售罄，即使之後場館加售門票也依然迅速售光，歐洲歌迷的數量之多令成員大為驚訝，樫野更曾疑惑「這些人是怎麼認識我們的？」最後公演全程在香港、台灣，泰國，新加坡，美國洛杉磯，墨西哥墨西哥城、巴西聖保羅、印度尼西亞各地進行了現場直播。
8月14日，Perfume同時發售過去六張演唱會DVD的藍光版本，且六張作品全部登上Oricon藍光光碟週榜前10名內，刷新了桃色幸運草Z在同年6月達成的同時四張作品登上前10名的紀錄。
10月2日，Perfume在前作發行約兩年後，推出移籍到環球唱片後的首張專輯《LEVEL3》。專輯在首日取得8.7萬張的銷量，並以首周約16萬張的銷量登上Oricon公信榜專輯週榜冠軍位置，達成了專輯《GAME》以來連續五張專輯獲得第一名的記錄，並追平了女子樂隊PRINCESS PRINCESS保持了長達20年來的女子團體專輯連冠記錄。
11月27日，Perfume發行同年第三張單曲《Sweet Refrain》。單曲A面曲《Sweet Refrain》為長澤雅美主演劇集「都市傳說之女2」的主題曲。首週排行Oricon週榜第三，初動銷量5.8萬張，比前作上升一萬張。

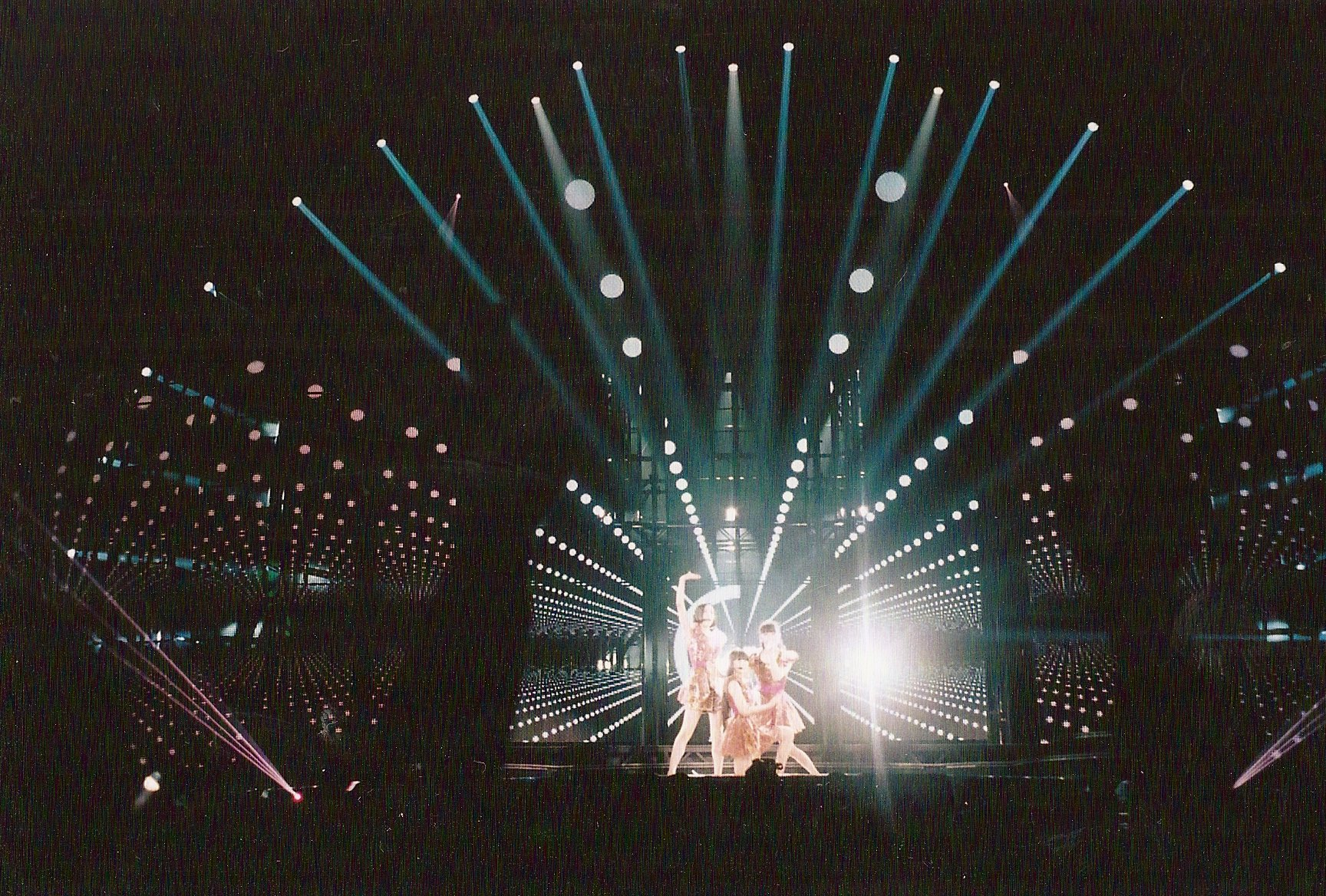
2013年12月25日，Perfume正於東京巨蛋內舉行「Perfume 4th Tour in DOME 『LEVEL3』」演唱會。

2013年12月7日至8日以及同月24日至25日，分別於大阪巨蛋和東京巨蛋舉行了共四場的巨蛋巡迴演唱會“Perfume 4th Tour in DOME 『LEVEL3』”，是成立以來首次在巨蛋舉辦巡回演唱會。四場演唱會的門票在發售後也瞬間售罄，最後四天入場人數共達到16萬，為Perfume史上最多。
12月31日，Perfume第六度登上紅白歌合戰，演唱「Magic of Love」。

### 2014年：Perfume FES!! 2014、单曲「Cling Cling」、第五次全國巡演及「WORLD TOUR 3rd」
2014年2月12日，Perfume發行首張音樂錄影帶集DVD「Perfume Clips」，並在發售首週以約3.4萬張的銷量登上首位，藍光版本則同以約5.2萬張登上該類別的首位，兩種版本合計共在第一週賣出8.6萬張，同時登上DVD、BD、DVD+BD三榜首位，是Perfume自「Perfume First Tour『GAME』」以來連續七張音樂DVD作品在發售初週登上首位，打破原本由宇多田光保持的女藝人紀錄。
2月22日，Perfume第二次到訪臺灣，出席了在台北小巨蛋舉行的「第九屆KKBOX風雲榜」頒獎典禮。
3月15日至4月20日，Perfume舉行其第二次的「Perfume FES!! 2014」，與東京斯卡、屎爛幫、9nine、9mm Parabellum Bullet、RHYMESTER、秦基博、高橋優和Maximum The Hormone等共8個組合共同演出。在Perfume於2000年3月21日發行廣島出道單曲《魔法★吞下去》的14週年當日，屬LesPros娛樂事務所旗下的組合9nine與Perfume同台演出，其中9nine的成員包括了西脇綾香的妹妹西脇彩華，令兩姊妹在雙方出道以來首次在同一舞台上共演，兩人在最後互相穿上對方團體的服裝，分別演出歌曲「SPICE」、「SHINING☆STAR」和「Puppy love」，引起傳媒廣泛報道，這次姊妹演出也被收錄在單曲《Cling Cling》和9nine專輯《MAGI9 PLAYLAND》的特典影片中。而原定於4月20日在韓國UNIQLO-AX舉行之「Perfume FES!!」最終公演因當地發生世越号沉船事故而取消（后在10月20日补办）。
4月9日，Perfume發行演唱會DVD及Blu-ray「Perfume 4th Tour in DOME「LEVEL3」」，首週賣出5.4萬張，並在週榜上分別獲得DVD榜亞軍、藍光榜冠軍，以及兩版本合計的週榜冠軍，是藍光榜設立以來首次有藝人連續兩張作品獲得第一位。
5月14日，Perfume發行其2013年專輯《LEVEL3》的黑膠唱片版本，黑膠專輯發行當日再次登上日榜頭十位置，首週則獲得週榜第8位。
7月16日，Perfume發行主流出道後第20張單曲《Cling Cling》，該單曲與以前的作品不同，收錄了4首歌曲，被稱為「超豪華單曲」。
8月1日至9月21日，Perfume舉行全國Arena巡演『Perfume 5th Tour 2014「轉轉轉」』，在全國7個城市進行共14場公演，Perfume在8月也客串出演了美國搖滾樂隊OK Go的音樂影片《I Won't Let You Down》。
10月，「Perfume WORLD TOUR 2nd」同時獲得DVD及藍光榜首，Perfume成為首個在同一年兩度稱霸兩榜榜首的女子組合，這個紀錄亦追平了EXILE和嵐。
11月，Perfume舉行第三次海外巡迴演唱會「Perfume WORLD TOUR 3rd」，並首次踏足美國，地點包括臺北、新加坡、洛杉磯、紐約及倫敦共五個城市，當中紐約的場地哈默斯坦舞廳能夠容納3500人，門票亦全部售罄。演唱會在日本國內79間戲院以及香港MCL戲院均有直播。
12月31日，Perfume連續第七年登上紅白歌合戰，演唱「Cling Cling」。

### 2015年：SXSW 演出、成立15周年及《WE ARE Perfume》紀錄片
2015年3月10日，Perfume發行演唱會DVD及Blu-ray「Perfume 5th Tour 2014 “轉轉轉”」，首週同時獲得了DVD榜及藍光榜冠軍，DVD總計首位獲得作品數量超越宇多田光及倖田來未、藍光總計首位獲得作品數量超越安室奈美惠、水樹奈奈及AKB48，同時打破兩榜記錄。
3月17日，Perfume首次於美國德克薩斯州奧斯汀舉行的西南偏南音樂節（SXSW）演出，初次披露歌曲「STORY」，演出時的高科技和充滿未來感的視覺效果得到了各方讚賞。
4月29日，發行第21張及主流出道十周年第一彈單曲《Relax In The City/Pick Me Up》，「Relax In The City」的MV在2月的沖繩取景，為札幌啤酒「Sapporo Green Aroma」廣告歌；而「Pick Me Up」則是與伊勢丹新宿店合作的主題曲，拍攝時間共約35小時，打破了Perfume自己的記錄，而這次的音樂影片也邀請曾讓她們在《I Won't Let You Down》中客串出演的OK Go，客串飾演商店櫥窗內的模特兒。單曲以首週6.2萬張的獲得了Oricon週榜亞軍。

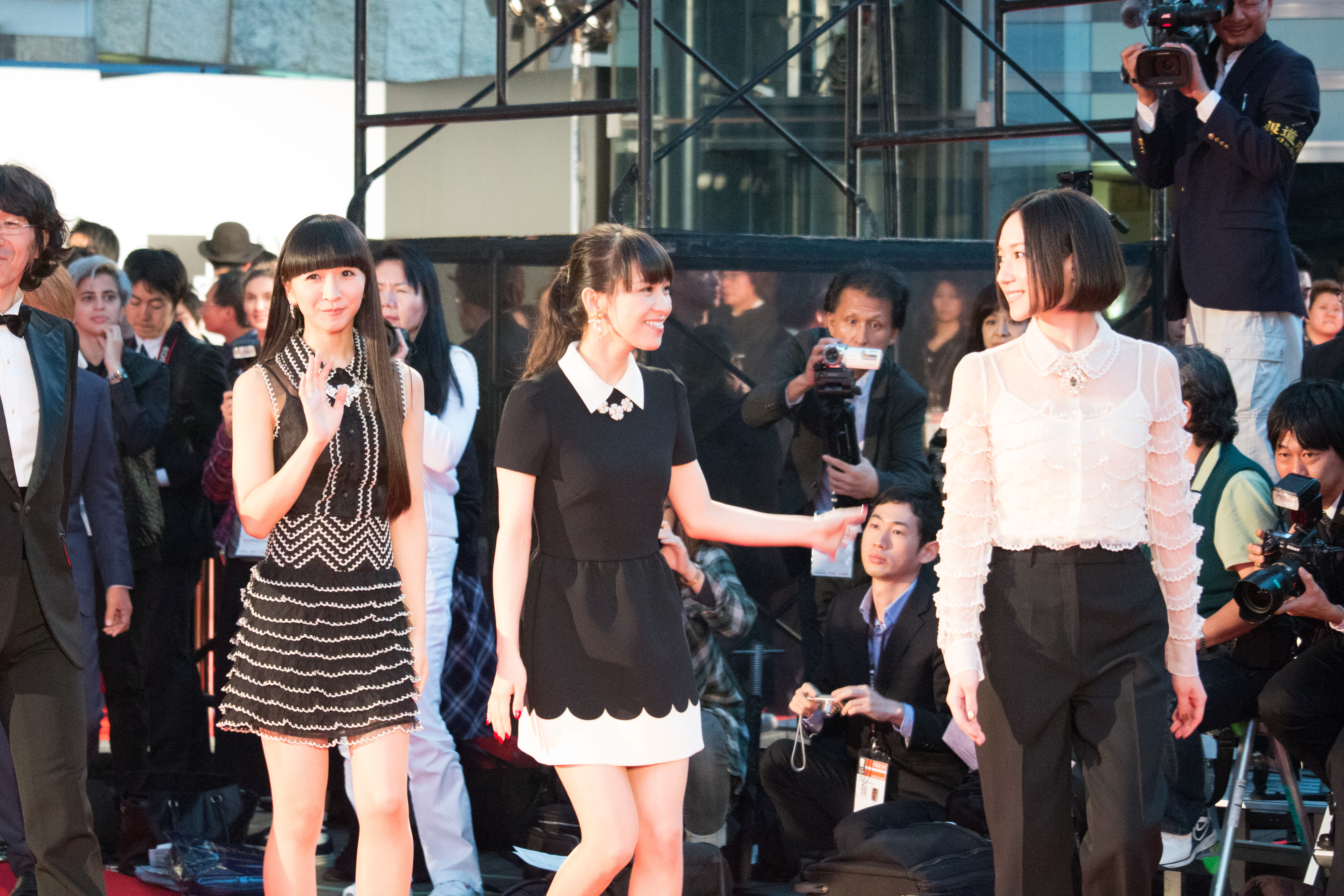
2015年10月21日，Perfume出席東京國際電影節。

7月22日，Perfume發行第三次海外巡迴演唱會「Perfume WORLD TOUR 3rd」的DVD及Blu-ray。
9月21日至10月7日，為慶祝成立15周年・主流出道10周年，舉行為期十天名為「Perfume Anniversary 10days 2015 PPPPPPPPPP」的周年紀念演唱會及活動，於包括SHIBUYA O-WEST、日本武道館及廣島Green Arena的兩個都市舉行，共7場公演。首日（9月21日），在TSUTAYA O-WEST舉行了歌迷會會員限定的演唱會「P.T.A. 峰会」。翌日（9月22日），舉行了第三次的對擂形式巡迴演唱會「Perfume FES!! 2015 ～三人祭～」。第三日（9月23日），舉行了Perfume第三次的舞蹈大賽「第3屆 Perfume舞蹈大賽 ～展現魅力吧、武道館！～」。之後举办了《WE ARE Perfume -WORLD TOUR 3rd DOCUMENT》电影 P.T.A. / WORLD P.T.A 试映会，并在日本武道館和廣島Green Arena舉行了為期六日的演唱會「LIVE 3：5：6：9」。
10月28日，Perfume發行第22張單曲《STAR TRAIN》，是Perfume首部紀錄片電影的主題曲。這是製作人中田康貴首次以Perfume三人為主題去創作一首歌曲，曲中傳遞了三人回顧過去和展望將來的心境，亦流露出三人在這十五年來互相扶持和對組合的感情，具有周年紀念意義。三人在周年記念演唱會「LIVE 3：5：6：9」的安可環節上首次表演了這首歌。
10月31日，Perfume首部紀錄片電影「WE ARE Perfume -WORLD TOUR 3rd DOCUMENT」於日本全國和美國上映，是一部以在2014年秋季舉行的海外巡演為中心的實境紀錄片，電影導演為佐渡岳利。同年11月起，電影亦在全球各地陸續上映。
12月31日，Perfume連續第八年登上紅白歌合戰，演唱「Pick Me Up」。

### 2016年：專輯《COSMIC EXPLORER》、全美巡演
2016年1月13日，發行周年纪念演唱會DVD及Blu-ray「Perfume Anniversary 10days 2015 PPPPPPPPPP “LIVE 3:5:6:9”」，首週獲得了藍光榜冠軍，音樂影像作品總計首位獲得作品數量和關西傑尼斯8及嵐打成平手。
2月17日，發行於德間日本通訊在藉期間發行的五張專輯的黑膠版本以及合集「Perfume Complete “LP” Box」。

4月6日，Perfume推出暌違超過兩年半的全新專輯《COSMIC EXPLORER》，並在5月3日至7月3日期間舉行全國Arena巡演「Perfume 6th Tour 2016 “COSMIC EXPLORER”」，在全國7個都市舉行合計15場的公演。
專輯的先行單曲『FLASH』令Perfume首次取得日本iTunes單曲排行榜第一位。而專輯亦獲得Oricon週榜冠軍，達成連續六張專輯取得冠軍的紀錄，和AKB48同為擁有最多冠軍專輯的女子組合。

7月6日，發行紀錄片電影「WE ARE Perfume -WORLD TOUR 3rd DOCUMENT」的DVD及Blu-ray，首週同時獲得了DVD榜及藍光榜冠軍。

8月3日，發行專輯《COSMIC EXPLORER》的黑膠版本。
8月26日至9月4日，舉行首次美國4城市5場地巡迴演唱會。

10月22日至11月12日，Arena巡演的追加公演「Perfume 6th Tour 2016 “COSMIC EXPLORER” Dome Edition」在3個巨蛋場地舉行了5場公演。

12月31日，Perfume連續第九年登上紅白歌合戰，演唱「FLASH」。

### 2017年：電視劇主演、時尚品牌「Perfume Closet」成立
2017年2月15日，發行單曲《TOKYO GIRL》，為日本電視台週三連續劇《東京白日夢女》主題曲。
3月21日，專屬香水「PERFUME OF PERFUME」發售。
3月31日至4月1日，在東京電視台播放了三人首度主演的電視劇《三色堇》（思想錄）。
4月5日，發行演唱會DVD及Blu-ray「Perfume 6th Tour 2016『COSMIC EXPLORER』」。
6月2日至3日，舉行第四次「Perfume FES!! 2017」。
6月4日，在 Amuse Fes 2017演出。
8月30日，第24張單曲《If you wanna》发售。
9月6日、7日、13日、14日舉行「Perfume FES!! 2017」追加公演。
11月8日，與電信公司NTT docomo合作的「FUTURE EXPERIMENT VOL.1」廣告在全球直播。
11月29日，推出為第二張MV合輯「Perfume Clips 2」。
12月1日，由三人擔任設計的時尚品牌「Perfume Closet」正式推出，服飾的設計靈感來自於歌曲MV中穿過的服裝，如「TOKYO GIRL」、「FLASH」、「Spring of Life」和「レーザービーム」。
12月31日，Perfume連續第十年登上紅白歌合戰，演唱「TOKYO GIRL」。

### 2018年－2019年：專輯《Future Pop》、海內外巡演、精選輯《Perfume The Best “P Cubed”》
2018年2月14日-5月24日，在全國9個地點舉行了11場歌迷俱樂部會員限定巡回演唱会。
3月14日，第25張單曲《無限未来》發售，為電影《花牌情緣 -結-》的主題曲。
3月20日至3月21日，在NHK音乐厅舉行『「Perfume×TECHNOLOGY」presents "Reframe"』演唱會，展示了Perfume科技團隊的最新舞台技術。
6月2日，出演「Amuse Fes in MAKUHARI 2018 -雨男晴女」
7月27日，「Perfume Closet」第二彈正式發售。
8月4日，在台北小巨蛋【犀利趴9】上演出。。
8月15日，推出第七張專輯《Future Pop》，此張專輯打破自身紀錄，達成連續七張專輯第一，並且在女性團體單獨排名第二（第一為AKB48的連續8張）。並於9月21日－12月21日展開新專輯的全國巡演。 專輯及巡演周邊的部分收益將透過「AMUSE 募金」捐助，至今演出服裝也將捐出一部分慈善拍賣（19,449,000日圓），作為「平成30年西日本豪雨災害」的災害地復興支援。
8月25日，舉行Perfume第四次的舞蹈大賽「第4屆 Perfume舞蹈大賽 ～跳舞吧！TOKYO GIRL～」总决赛。
10月17日，「Perfume Closet」第三彈正式發售。
12月28、29、31日，在橫濱體育館舉辦「Perfume 7th Tour 2018 ｢FUTURE POP｣」巡演追加公演，这是自2007年的跨年演唱會後，睽違11年再度舉辦跨年演唱會。
12月31日，第11年登上紅白舞台，並首次以演唱會現場連線形式演出，演唱（「Future Pop 红白SP」）（「Future Pop」、「Electro World」串烧）。
同日與電信公司NTT docomo合作的「FUTURE-EXPERIMENT VOL.04」企划，運用5G的傳輸跟涩谷現場連線並演出，場內所發的螢光棒一樣運用5G訊號控制。
2019年3月6至7日，舉行因2018年9月30日潭美颱風襲擊日本所停止在大阪的演唱會之追加公演。
2月23日至4月19日，舉行『Perfume WORLD TOUR 4th ｢FUTURE POP｣』巡演，於亞洲（上海、台灣）、北美（紐約、多倫多、芝加哥、達拉斯、西雅圖、聖何塞、洛杉磯）公演。
3月7日，宣布「FAKE IT」為中國放送60周年特別劇之主題曲。
3月21日，以「Perfume Closet」名義發售以2017年的香水味道為基底的護手霜及衣物香味噴霧。
4月3日，發售演唱會DVD及Blu-ray「Perfume 7th Tour 2018 ｢FUTURE POP｣」。
4月14、21日，參加「Coachella」音樂節，並於21日由官方直播。
6月1日，出演「Amuse Fes in MAKUHARI 2019」。
7月6日，新歌「ナナナナナイロ」上线。
8月4日，出演「ROCK IN JAPAN FESTIVAL 2019」。
8月18日，出演「SUMMER SONIC 2019」。
8月31日，出演「SWEET LOVE SHOWER 2019」。
9月15日，出演「KOYABU SONIC 2019」。
9月18日，發行首張精選輯《Perfume The Best “P Cubed”》。收錄總共52首歌曲，其中包含兩首新曲「ナナナナナイロ」、「Challenger」及其他過去但重製的歌曲，分為3種版本。此張專輯達到連續八張專輯第一，在女性團體跟AKB48並列第一。，並宣布將舉行四大巨蛋演唱會（大阪、福岡、名古屋、東京）。
10月16至27日，在 LINE CUBE SHIBUYA（涩谷公会堂）舉行「Reframe 2019」公演，為該會場翻新後首次舉行之公演。
10月14日，宣布将為12/13上映的「屍人莊殺人事件」電影版献唱主題曲「再生」，並於11/29上线歌曲。
11月20日，「Perfume Closet」第4弾【Phase1】發售，此部分為生活雜貨系列。
12月31日，Perfume連續第十二年登上紅白歌合戰，演唱（「FUSION -红白Ver.-」）（「FUSION」、「Polyrhythm」串烧）。

### 2020年：成立20周年＆出道15周年
2020年1月22日，「Perfume Closet」第4弾【Phase2】發售。
1月28日至31日，舉行「Perfume ✕ niconico LIVE Special」，於NICONICO生放送播放歷年巨蛋演出。
2月1日至26日，舉行以精選專輯為主軸的2020年巨蛋巡迴演唱會－，總計於2月1至2日（大阪京瓷巨蛋）、8日（福岡雅虎巨蛋）、15至16日（名古屋巨蛋）、25至26日（東京巨蛋）舉行，共7場（東京26日場次因受新型冠状病毒肺炎疫情影響，受政府要求於當天下午取消演出，故實際演出6場）。
9月，為慶祝主流出道15周年，推出五彈紀念活動
- 第一彈：於9月2日發行DVD/BD[231]。並宣布基於2019年10月16至27日演出的「Reframe 2019」製作成的電影「Reframe THEATER EXPERIENCE with you」於9月4日在日本當地電影院上映。[232]

- 第二彈：於9月16日發行單曲《Time Warp》。[233]

- 第三彈：推出與知名實境逃脫遊戲公司SCRAP合作以「Perfumeの隣の部屋からの脱出」為名的密室逃脫遊戲。[234]

- 第四彈：於9月21日主流出道紀念日舉辦「Perfume Online Present Festival」，簡稱 "P.O.P" Fes。[235]

- 第五弹：发行服装书《Perfume COSTUME BOOK 2005-2020》

12月31日，Perfume連續第十三年登上NHK红白歌合战，演唱组曲「Perfume Medley 2020」（含「Dream Fighter」、「Baby cruising Love」和新曲「Time Warp」）。值得一提的是，這屆紅白歌合戰因疫情影响而取消現場觀眾。

### 2021年-2024年：polygon wave时代，专辑《PLASMA》和巡演，“COD3 OF P3RFUM3 ZOZ5” 跨年和亚洲巡演，专辑《ネビュラロマンス 前篇》和巡演
2021年3月19日，在 Netflix 獨家發行電影《Reframe THEATER EXPERIENCE with you》（2024.3 已到期下架）
3月22日，由 Perfume 擔任嘉賓的東京 FM "SCHOOL OF LOCK!" 之 "Perfume LOCKS!" 單元，宣布將於當天播出後結束。 截至2021年3月，她们成為該節目歷史上出鏡時間最長的固定嘉賓。
4月23日，于 Netflix 上线 “Perfume Imaginary Museum 'Time Warp'”（2024.4 已到期下架）。
5月25日，Perfume 以 Instagram 直播的形式宣布将在8月举办时隔约一年半的有观众线下演唱会 Perfume LIVE 2021 “polygon wave”
7月2日，上线时隔约十个月的新歌《ポリゴンウェイヴ（Polygon Wave）》
8月14日/15日，于 PIA ARENA MM 举办 “Perfume LIVE 2021 ‘polygon wave’”
9月3日，出演亚马逊出品综艺《蒙面歌王》
9月22日，发行出道以来第一张 EP《ポリゴンウェイヴEP（Polygon Wave EP）》，首周以2.7万张销量取得ORICON 公信榜周榜第二名
10月7日，于 FM802 电台开播新常规电台节目《ROCK KIDS 802-OCHIKEN Goes ON!!- Next To You》
11月12日，开始举办巡演 “Reframe Tour 2021”，截至12月18日，共计举办五地十三场
12月31日，出演第72回NHK红白歌会，表演《ポリゴンウェイヴ（Polygon Wave）》。
2022年1月9日至16日，于 PIA ARENA MM 举办 “Perfume LIVE 2022 ‘polygon wave’”
3月9日，发行第26张单曲《Flow》，首周以2.1万张销量取得ORICON 公信榜周榜第五名
5月12日，宣布将于7月27日发行距离《Future Pop》发行时隔约四年的新专辑《PLASMA》并在8月份开始举办第九次巡演 “Perfume 9th Tour 2022 ‘PLASMA’”
7月15日，上线《PLASMA》收录歌曲《Spinning World》及其 MV
7月27日，发行第八张专辑《PLASMA》，首周以4.2万张销量取得ORICON 公信榜周榜第三名
8月20日，于东京有明竞技场开始举办 “Perfume 9th Tour 2022 ‘PLASMA’” 巡演，截至11月6日北海道公演，共计举办九地十八场
10月30日，Perfume 三人正式开通三人独立 Instagram 账号
12月24日，发行《Perfume LIVE 2021 “polygon wave”》蓝光碟 / DVD
12月31日，出演第73回NHK红白歌会，表演（《红白 Medley 2022》）（《Spinning World》+《チョコレイト・ディスコ（Chocolate Disco）》串烧）。
2023年2月14日，官方粉丝俱乐部 “P.T.A.” 正式成立十五周年，“WORLD P.T.A.” 成立十周年，Perfume 也以此为契机宣布将在9月份开始举办 “P.T.A. & WORLD P.T.A.” 限定巡演 “P.T.A. 15th＆10th Anniversary ‘Perfumeとあなた’ ホールトゥワー2023（P.T.A. 15th＆10th Anniversary ‘Perfume与你’ HALL TOUR 2023”）”
3月30日，成为NHK节目《（解谜！秘密珍宝君）》主持人
5月31日，发行《Perfume 9th Tour 2022 “PLASMA”》蓝光碟 / DVD
6月1日，于西班牙巴塞罗那出演 Primavera Sound 春之声音乐节 2023（6月8日马德里场次因台风原因取消）
6月5日，举办时隔约九年的伦敦演唱会 “Perfume LIVE 2023 ‘CODE OF PERFUME’”
9月6日，发行第27张单曲《Moon》，首周以1.6万张销量取得ORICON 公信榜周榜第九名；
9月9日至11月26日，开始举办大规模服装展 “Perfume COSTUME MUSEUM”
9月21日，开始举办 “P.T.A. & WORLD P.T.A.” 限定巡演 “P.T.A. 15th＆10th Anniversary ‘Perfumeとあなた’ ホールトゥワー2023（P.T.A. 15th＆10th Anniversary ‘Perfume与你’ HALL TOUR 2023”）”，截至11月18日，共计举办十地十四场
11月3日，上线新歌《すみっコディスコ（Sumikko Disco）》
11月5日，与朝日电视台合办 “朝日电视台 DREAM FESTIVAL 2023 × Perfume FES!!”，邀请凯莉葩缪葩缪、女王蜂、无限开关、Maximum The Hormone、放浪新世代 from 放浪一族五组嘉宾同台竞演
12月15日至17日，举办 “P.T.A. 检验测试 2023”，成绩较高者可获得于2024年2月13/14日举办的演唱会 “（Perfume P.T.A. 成立16周年倒计时 仅限猛者的演唱会 ~让 LIQUIDROOM 那晚重现 2024~）”的购票权
12月30日，于 PIA ARENA MM 开始举办时隔五年的跨年演唱会 “Perfume Countdown Live 2023→2024 ‘COD3 OF P3RFUM3 ZOZ5’”第一场；
12月31日举办第二场，同日出演第74回NHK红白歌会，表演《FAKE IT》，為連續出演第16次。
2024年2月13/14日，于 LIQUIDROOM 举办 “（Perfume P.T.A. 成立16周年倒计时 仅限猛者的演唱会 ~让 LIQUIDROOM 那晚重现 2024~）” 粉丝俱乐部限定演唱会。
5月22日，发行《Perfume Countdown Live 2023→2024 “COD3 OF P3RFUM3 ZOZ5”》蓝光碟 / DVD；
5月24日，上线新歌《The Light》；
6月2日，于香港亚洲国际博览馆开始举办亚洲巡演 “Perfume ‘COD3 OF P3RFUM3 ZOZ5’ Asia Tour 2024”，包含上海、台北和曼谷站在内，共举办四场。
8月8日，宣布将于10月30日发行时隔约两年三个月的新专辑《ネビュラロマンス 前篇（NEBULA ROMANCE PART 1）》，作为成立25周年、正式出道20周年的纪念专辑。并将于12月28日开始举办第十次巡演 “Perfume 10th Tour ZOZ5 ‘ネビュラロマンス’ Episode 1”（Perfume 10th Tour ZOZ5 NEBULA ROMANCE  Episode 1）。
8月9日，于 TOKYO NODE 开始举办纪念成立25周年、正式出道20周年的展览会 “（Perfume Disco-Graphy 25年的轨迹与奇迹）”。
9月20日，新专辑《ネビュラロマンス 前篇（NEBULA ROMANCE PART 1）》提前上线，获得 billboard 线上周榜亚军。10月30日实体版发行。首周以2.9万张销量取得ORICON 公信榜周榜第五名。
12月28日，于 PIA ARENA MM 开始举办 “Perfume 10th Tour ZOZ5 ‘ネビュラロマンス’ Episode 1” 巡演。

### 2025年：成立25周年&出道20周年，专辑《》和东京巨蛋演唱会
2025年2月7日，上线新歌《 》，作为参演电影《SHOWTIME 7》主题曲。
2月26日，官宣将于9月22、23日举办时隔五年半的东京巨蛋演唱会「Perfume ZO/Z5 Anniversary “ネビュラロマンス” Episode TOKYO DOME」。
4月2日，与 NTT 联合举办直播「IOWN×Perfume PARALLEL TRAVEL」，并于直播结束后一小时上线新歌《ネビュラロマンス（Nebula Romance）》，宣布专辑将于初秋时节发行。

## 特色

### 音樂風格
Perfume的樂曲一般被定位於浩室音樂（House）與流行電音（Technopop）之間，但多數偏向流行電音一方。Perfume在脫離澀谷系形象後的音樂帶有80年代流行電音的特色，同時又採用了聲碼器來營造出獨一無二的風格。在Perfume上京當時，事務所希望可以把她們打造成「電子歌謠風格的偶像」，因此自2003年Perfume在東京出道開始，所有歌曲都是由電子音樂組合CAPSULE的成員中田康貴製作。中田康貴最初為Perfume提供歌曲的時候，他的歌曲曾被事務所AMUSE指「以偶像歌曲來說太酷」而被拒絕，但他為改變「偶像不能發表過份帥氣的歌曲」的偶像歌謠界不成文規定，而繼續嘗試為Perfume結合新奇的音效和挑戰不同類型的音樂風格。
Perfume的歌曲的最大特徵是在歌曲中成員三人都經加工過的聲音。製作人中田認為「把偶像的聲音加工，到目前為止仍然是一個禁忌。將這樣的禁忌打破，對我來說是音樂上的一個挑戰。」中田把人聲當作音效的一種，他在處理人聲時除了需要透過混音來補足三人的歌唱力外，也會儘量讓3人各自的聲線特質能夠發揮出來，要求成員在錄音的時候以自己的歌唱方法把個性展現出來。此外，中田在創作歌詞時除了顧及歌詞的故事性外，也會考慮到字詞本身的聲調和旋律是否協調去製作歌曲。
中田在替三人錄音時，會先把印有歌詞的紙傳給三人，之後三人就會輪流走進一間電話亭般大小的錄音室進行錄音。錄音時中田不會向三人說明歌詞的意思，只指示三人「像平常說話那樣唱歌」「要不帶任何感情地唱」:149。在組合初期，中田剛開始為三人提供歌曲時，成員均不了解「流行電音」，更不知道這種音樂類型的存在，即使是演藝學校的歌唱課，老師也只會教導她們如何把自己的感情注入歌曲裡，因此3人最初完全無法理解中田的指示，更曾因此而哭著錄音。出於這個原因，在主流出道之後一段時間，三人依然用以往的方法唱歌，結果她們的唱腔與製作出來的歌曲出現了不和諧，《Sweet Donuts》就曾被認為是當中一首有「違和感」的歌曲:149。由於三人本來不能理解中田的指示，因此即使在合作一段時間後也未能對中田的歌曲產生任何好感，直到一次成員參加夜店活動看見有人在播Perfume的歌曲時興奮熱舞時，才開始對自己的歌曲感到自信，漸漸能夠把握到中田的要求:154。由於中田對Perfume的音樂存在極大影響力，因此有評論指「如果當初三人沒有和中田建立信賴的關係的話，Perfume是不可能有現在的成就」，也有的認為「當中田不再製作歌曲的時候，便是Perfume完結的時候」的說法。

### 舞蹈
Perfume的舞蹈表演几乎全部都是由舞团 ELEVENPLAY 创办人、舞蹈家MIKIKO所設計的。
從Perfume在廣島演藝學校時代出道開始，歌曲的舞蹈設計几乎一直都是由指導她們跳舞的舞蹈家MIKIKO負責設計的，演唱會上的「Perfume的規則」（Perfumeの掟）環節也是來自MIKIKO的提議。據她所述，Perfume的舞蹈乍看是十分簡單，但實際上要做得到卻是頗為困難的。MIKIKO目前是廣島演藝學校的常勤導師，成員偶爾也會稱呼她作「水野老師」。
MIKIKO表示Perfume的歌曲「給我一種近乎未來的感覺，比起所謂的『有機』更應稱作『無機質』（指給人冰冷的、沒有感情的感覺）的東西。」、「我希望能盡量把非人類的質感加入舞蹈裡，透過不同的姿勢和視線，營造一種像假模特兒和玩偶的感覺。」對於三名成員的個性，她認為三人給她的印象是「三個雖然聰明但又不失氣質的女孩子」，因此為突顯這樣的感覺，她經常將一些較難的舞蹈動作跟可愛的動作結合，「希望觀眾感覺到她們的個性。」她覺得Perfume的舞蹈動作「一般被認為有著不可思議的獨特感覺，如果只看一刻的動作而不是以一首歌曲的整體去看的話，是很難才會領略到對當中的獨特性。」隨著Perfume在出道後的知名度漸漸上升，MIKIKO也開始將舞蹈的編排變得複雜。

### 美術設計
從單曲《Monochrome Effect》的封面設計開始，以及單曲《Vitamin Drop》以後截止至2020年《Challenger》MV 幾乎所有作品的音樂錄影帶（MV）等視覺方面的美術設計，都是由設計師關和亮擔任。
組合RHYMESTER的宇多丸和RomanPorsche.的保時捷法表示，「在這個年代，一般偶像的CD的曲調、封面和PV什麼的都是粗製濫造時，關和亮卻從非主流時期開始，就能具有整合性地，把令人一看便能留下深刻印象的美術設計製作出來。」
一直為Perfume擔當美術設計的關和亮習慣以有別於平常的手法去設計其作品，嘗試在創造新奇的同時保存藝人形象的整合性和統一性。關和亮表示「我不是在以三人來作試驗，但從設計過程中的確會產生很多有趣的東西」:51。他表示「我感到三人身上還有很多的可能性」，因此「也希望把更多更多的想法和主意放在她們身上」:75。
2020年开始，关和亮逐渐开始退出 Perfume 的美术设计工作，现如今 Perfume 作品和 MV 的设计主要由 CAVIAR 设计师田中裕介和北极公司设计师上西祐理负责。
至於在歌曲《Electro World》、《Twinkle Snow Powdery Snow》、《Polyrhythm》、《love the world》和《Dream Fighter》PV中的CG效果均是由動畫公司GONZO所製作，而《Secret Secret》和《自然愛》的PV是由知名導演兒玉裕一執導拍攝。

### 科技團隊
由真鍋大度帶領的Rhizomatiks團隊負責執行企劃，此團隊負責過里約奧運閉幕式 ，在2010年首次東京巨蛋演出開始正式合作，從2012年的發光舞衣開始，每年底的紅白歌合戰幾乎等於當年度的成果發表，例如2013年的光雕投影，2014年的無人機，2015年的MR，2016年的動態VR，2017年的澀谷頂樓當作背景並合成的現場轉播，2018年的深度學習等。

### 對話
隨筆作家酒井順子認為，Perfume與其他偶像組合不同的其中一個特徵就是「在唱完很酷的歌曲後，便馬上開始興高采烈地用廣島方言談話。」雖然Perfume已經離開廣島，長時間生活在東京，但至今成員之間依然會以廣島方言作共通的語言，在演唱會上的談話環節和各個電視節目上，也會不時說出廣島方言，當中又以西脇最為明顯。3人的自己介紹也有以廣島方言來說的版本，最後的會變成，但自我介紹時所做的動作是一樣的。談話的內容，多是含有自嘲的意味，或是向觀眾說教，當中帶點「毒舌」（即尖酸刻薄的說話）的成份，甚至會拿所屬事務所Amuse的社長和製作人中田康貴來開玩笑。不過，她們的談話一般被評論為「熱情奔放」和「天然」。
演唱會上的MC時段比其他組合長是Perfume的特徵之一，例如在2008年的「GAMETOUR」演唱會裡，對話部份就已花了1小時。在2009年10月10日的「等邊直角三角形TOUR」演唱會，通常3個小時便會結束的演唱會，因對話部份太長而延至3個半小時才結束 。

### 自我介紹
Perfume不論是上節目還是演出，都有固定的自我介紹方式。她們介绍自己的口头禅（キャッチフレーズ）是：
|  | 我是KASHIYUKA，我是a-chan，我是NOCCHi，三人加起來就是Perfume，請多多指教！ |

介紹的次序會隨著三人的位置不同而有所變更。這個自我介紹方式是在廣島時代三人一起定下來的，在說出名字的同時會一邊做著動作。
西脇表示做這個自我介紹是因為「事務所告訴我們一定要做自我介紹」，但是雖然這是事務所的要求，內容本身是三人決定的，雖然從出道到現在就一直持續做了，但還是會有害羞的時候。

### 歌迷層範圍廣泛
Perfume的樂迷層面廣泛，包括喜歡Club系音樂及電子音樂的樂迷層、搖滾樂迷、偶像樂迷 、YMO的樂迷、少年隊世代的中年人等，從現今的音樂人中得到的評價也相當高。此外，其實平常愛聽西洋音樂，沒有聽J-Pop的上班族也是主要樂群，當中女性樂迷也不斷增加:22-25。人們又以「喜歡少年隊的人也喜歡Perfume」這句話來描述Perfume的樂迷層之廣。

### 禮儀
三人在演唱會和現場活動中端正的禮儀，在說話時不論是提到唱片店還是演出場地，後面也會加上敬語，甚至是在稱呼NHK紅白歌合戰時也會稱其為，其謙虛的形象令不少人留下深刻印象，Perfume的這個特點就算是Perfume在歌曲《Polyrhythm》推出人氣上升後也未有改變。在一次擔任電台節目嘉賓時，主持人木村KAELA受交通事故影響而遲到，三人便馬上暫代她的位置，顯示出她們對突發事件的應變能力。

## 得獎及成績

### 獲得獎項
| 年份                                                                  | 獎項 |
| --------------------------------------------------------------------- | --- |
| 2008                                                                  | - 「第50回日本唱片大獎」優秀專輯獎 － GAME - 「第50回日本唱片大獎」優秀作品獎 － love the world |
| 2009                                                                  | - 「BEST HIT歌謠祭」 Gold Artist獎 - 「第1回CD店大獎」（第1回CDショップ大賞）準冠軍 － GAME - 「BEST HIT歌謠祭」 Gold Artist獎 - 「SPACE SHOWER音樂錄影帶大獎 」最佳舞蹈獎 － Dream Fighter                                                                |
| 2010                                                                  | - 「2010 Mnet亞洲音樂大獎」亞洲最佳流行歌手獎 |
| 2011                                                                  | - 「平成23年度（第15屆）文化廳媒體藝術祭 娛樂部門 審査委員會推薦作品」 － 結成10週年、主流出道5週年紀念！Perfume LIVE@東京巨蛋「1 2 3 4 5 6 7 8 9 10 11」（MIKIKO+Perfume名義）                                                         |
| 2012                                                                  | - 「MTV VIDEO MUSIC AWARDS JAPAN 2012」最優秀舞蹈影片獎、最優秀舞蹈獎 － Laser Beam - 「唱片封面大獎2012」準冠軍 － SPICE - 「平成24年度（第16回）文化廳媒體藝術祭 娛樂部門 大獎」 Perfume全球官方網站「"Perfume Global Site Project"」 |
| 2013                                                                  | - 2013年 「法國戛納國際創意節」網絡部門銀獅獎 － Perfume全球官方網站「Perfume Global Site Project」 |
| 2014                                                                  | - 「MTV VIDEO MUSIC AWARDS JAPAN 2012」最優秀舞蹈影片獎- Magic of Love (Perfume單曲) |
| 2015                                                                  | - 「2015 55th ACC CM FESTIVAL」互動部門 總理大臣獎-「SXSW 2015」現場表演 |
| 2016                                                                  | - 美國「滾石」雜誌年度最佳流行专辑Top20-第16名：COSMIC EXPLORER |
| 2019 - （第22回）文化廳媒體藝術祭 娛樂部門 優秀獎-Perfume 「Reframe」 | |
| 2020 - SPACE SHOWER MUSIC AWARDS 2020 “BEST ACTIVE OVERSEAS“ 奖       | |

### 日本唱片協會特別認證作品
| 單曲CD | 單曲CD         | 單曲CD               | 單曲CD               | 單曲CD       | 單曲CD |
| №      | 發售日         | 曲名                 | 譯名                 | 最高週榜排名 | 認證   |
| ------ | -------------- | -------------------- | -------------------- | ------------ | ------ |
| 5      | 2007年9月12日  | Polyrhythm           | Polyrhythm           | 7            | 金     |
| 7      | 2008年7月9日   | love the world       | love the world       | 1            | 金     |
| 8      | 2008年11月19日 | Dream Fighter        | Dream Fighter        | 2            | 金     |
| 9      | 2009年3月25日  |                      | One Room Disco       | 1            | 金     |
| 10     | 2010年4月14日  |                      | 不自然女孩/自然愛    | 2            | 金     |
| 11     | 2010年8月11日  | VOICE                | VOICE                | 2            | 金     |
| 12     | 2010年11月10日 |                      | 欸                   | 2            | 金     |
| 13     | 2011年5月18日  |                      | Laser Beam/微香      | 2            | 金     |
| 14     | 2011年11月2日  |                      | SPICE                | 2            | 金     |
| 15     | 2012年4月11日  | Spring of Life       | Spring of Life       | 2            | 金     |
| 16     | 2012年8月1日   | Spending all my time | Spending all my time | 2            | 金     |
| 17     | 2013年2月7日   |                      | 未來的博物館         | 2            | 金     |
| 18     | 2013年5月2日   | Magic of Love        | Magic of Love        | 2            | 金     |
| 19     | 2013年11月30日 | Sweet Refrain        | Sweet Refrain        | 3            | 金     |
| 20     | 2014年7月31日  | Cling Cling          | Cling Cling          | 2            | 金     |
| 21     | 2015年10月28日 | STAR TRAIN           | STAR TRAIN           | 2            | 金     |

| CD專輯 | CD專輯         | CD專輯                                      | CD專輯       | CD專輯 |
| №      | 發售日         | 專輯名                                      | 最高週榜排名 | 認證   |
| ------ | -------------- | ------------------------------------------- | ------------ | ------ |
| 1      | 2007年2月14日  | Perfume～Complete Best～                    | 24           | 白金   |
| 2      | 2008年4月16日  | GAME                                        | 1            | 雙白金 |
| 3      | 2009年7月8日   | ⊿                                           | 1            | 白金   |
| 4      | 2011年11月30日 | JPN                                         | 1            | 白金   |
| -      | 2012年9月12日  | Perfume Global Compilation "LOVE THE WORLD" | 1            | 白金   |
| 5      | 2013年10月2日  | LEVEL3                                      | 1            | 白金   |
| 6      | 2016年4月6日   | COSMIC EXPLORER                             | 1            | 金     |
| 7      | 2018年8月15日  | Future Pop                                  | 1            | 金     |
| -      | 2019年9月18日  | Perfume The Best “P Cubed”                  | 1            | 金     |

| DVD | DVD            | DVD                                                                              | DVD          | DVD  |
| №   | 發售日         | DVD作品名                                                                        | 最高週榜排名 | 認證 |
| --- | -------------- | -------------------------------------------------------------------------------- | ------------ | ---- |
| 1   | 2007年3月14日  | Fan Service［bitter］完全生產限定盤                                              | 13           |      |
| 1   | 2008年2月13日  | Fan Service［bitter］ Normal Edition                                             | 3            |      |
| 2   | 2008年10月15日 | Perfume First Tour 「GAME」                                                      | 1            | 金   |
| 3   | 2009年4月22日  | Perfume 「BUDOUKaaaaaaaaaaN!!!!!」                                               | 1            | 金   |
| 4   | 2010年1月13日  | Perfume Second Tour 2009「直角二等邊三角形TOUR」                                 | 1            | 金   |
| 5   | 2011年2月9日   | 結成10週年、主流出道5週年紀念！ Perfume LIVE@東京巨蛋「1 2 3 4 5 6 7 8 9 10 11」 | 1            | 金   |
| 6   | 2012年8月1日   | Perfume 3rd Tour 「JPN」                                                         | 1            | 金   |
| 7   | 2013年5月22日  | Perfume WORLD TOUR 1st                                                           | 1            | 金   |
| 8   | 2014年2月12日  | Perfume Clips                                                                    | 1            | 金   |
| 9   | 2014年4月9日   | Perfume 4th Tour in DOME『LEVEL3』                                               | 1            | 金   |
| 10  | 2014年10月1日  | Perfume WORLD TOUR 2nd                                                           | 1            | 金   |

#### 手機鈴聲下載
| № | 發售日        | 曲名           | 最高週榜排名 | 認證 |
| - | ------------- | -------------- | ------------ | ---- |
| 5 | 2007年9月12日 | Polyrhythm     | 1            | 金   |
| 7 | 2008年7月9日  | love the world | 1            | 金   |

## 巡迴演唱會

### 日本國內演出
| 演唱會日期                                                  | 演唱會名稱                                                      |
| ----------------------------------------------------------- | --------------------------------------------------------------- |
| 2008年5月4日－2008年6月1日                                  | Perfume First Tour -GAME-                                       |
| 2009年10月15日－2009年10月30日                              | Perfume Second Tour 2009 「直角二等辺三角形TOUR」               |
| 2010年3月7日－2010年4月3日                                  |                                                                 |
| 2012年1月14日－2012年5月26日                                | Perfume 3rd Tour 「JPN」                                        |
| 2013年5月29日－2013年6月18日                                | ずっと好きだったんじゃけぇ～さすらいの麺カタ Perfume FES!!      |
| 2013年12月7日－2013年12月8日 2013年12月24日－2013年12月25日 | Perfume 4th Tour in DOME 「LEVEL3」                             |
| 2014年3月15日－2014年10月12日                               | Perfume FES!! 2014                                              |
| 2014年8月1日－2014年9月21日                                 | Perfume 5th Tour 2014「ぐるんぐるん」                           |
| 2015年9月21日－2015年10月7日                                | Perfume Anniversary 10days 2015 PPPPPPPPPP 「LIVE 3:5:6:9」     |
| 2016年5月3日－2016年11月12日                                | Perfume 6th Tour 2016 「COSMIC EXPLORER」                       |
| 2017年6月2日－2017年9月14日                                 | Perfume FES!! 2017                                              |
| 2018年2月14日－2018年5月24日                                | P.T.A.発足10周年!! と5周年!! “Perfumeとあなた”ホールトゥワー    |
| 2018年9月21日－2019年3月7日                                 | Perfume 7th Tour 2018 「FUTURE POP」                            |
| 2020年2月1日－2020年2月26日                                 | Perfume 8th Tour 2020 “P Cubed” in Dome                         |
| 2021年11月12日－2021年12月18日                              | Reframe Tour 2021                                               |
| 2022年8月20日－2022年11月6日                                | Perfume 9th Tour 2022 “PLASMA”                                  |
| 2023年9月21日－2023年11月18日                               | P.T.A.15th&10th Anniversary “Perfumeとあなた”ホールトゥワー2023 |
| 2024年12月28日－2025年4月20日                               | Perfume 10th Tour ZOZ5 "ネビュラロマンス" Episode 1             |

### 海外演出
| 演唱會日期               | 演唱會名稱                                          |
| ------------------------ | --------------------------------------------------- |
| 2012年10月26日－11月24日 | Perfume WORLD TOUR 1st                              |
| 2013年07月03日－7日      | Perfume WORLD TOUR 2nd                              |
| 2014年10月31日－11月15日 | Perfume WORLD TOUR 3rd                              |
| 2016年8月26日－9月4日    | Perfume 6th Tour 2016 “COSMIC EXPLORER” U.S.A. TOUR |
| 2019年2月23日－4月19日   | Perfume WORLD TOUR 4th「FUTURE POP」                |
| 2023年6月3日             | Perfume LIVE 2023 “CODE OF PERFUME'”                |
| 2024年6月8日－7月13日    | Perfume "COD3 OF P3RFUM3 ZOZ5" Asia Tour 2024       |

## 商業合作
| 歌曲名稱            | 電視節目 & 廣告曲                                                                                        | 收錄專輯                     |
| ------------------- | --- | ---------------------------- |
| Computer City（）   | 東京電視台系列「東京爆旅」1-3月份 片尾曲                                                                 | Computer City                |
| Computer City（）   | 漫畫茶座「自遊空間」廣告曲                                                                               | Computer City                |
| Perfume             | 關西電視台「」開場曲                                                                                     | Computer City                |
| Perfume             | CBC電台「」開場曲                                                                                        | Computer City                |
| Electro World       | SEGA玩具攜帶式音樂播放器「」（街道篇）廣告歌                                                             | Electro World                |
| Polyrhythm（ポリリズム）      | NHK、公共廣告機構2007年環保宣傳活動「回收標誌是環保標誌。」（リサイクルマークがECOマーク。）廣告歌                                    | Polyrhythm                   |
| SEVENTH HEAVEN      | RKB每日放送 ｢九州青春銀行｣ 片尾曲                                                                        | Polyrhythm                   |
| Baby cruising Love  | 日本電視台節目「LONG Q!高地」片尾曲                                                                      | Baby cruising Love/Macaroni  |
| Baby cruising Love  | 日本電視台節目「」2月份POWER PLAY                                                                        | Baby cruising Love/Macaroni  |
| Baby cruising Love  | 愛知電視台節目「a-ha-N varie」2008年2月份片尾曲                                                          | Baby cruising Love/Macaroni  |
| Baby cruising Love  | 電影《》插曲                                                                                             | Baby cruising Love/Macaroni  |
| Macaroni            | 日本電視台節目「」1月份主題曲                                                                            | Baby cruising Love/Macaroni  |
| Macaroni            | 明治製菓「明治牛奶巧克力」2008年情人節計劃 廣告歌                                                        | Baby cruising Love/Macaroni  |
| plastic smile       | FM富山「Music10」5月份片尾曲                                                                             | GAME                         |
| Ceramic Girl        | BS富士2008年電視劇「人形少女16歲!!」（スミレ16歳!!）主題歌                                                           | GAME                         |
| Ceramic Girl        | SONY VAIO×BS富士 廣告歌                                                                                  | GAME                         |
| Secret Secret       | 森永乳業「」廣告歌                                                                                       | GAME                         |
| Butterfly           | BANDAI NAMCO「無限邊疆超級機械人大戰原創世紀傳說」廣告曲                                                 | GAME                         |
| love the world      | SHARP「au（KDDI）CDMA 1X WIN W62SH」廣告歌                                                               | love the world               |
| edge                | KOSE「Fasio」廣告歌                                                                                      | love the world               |
| Dream Fighter       | 动画「FASTENING DAYS 4」主题曲                                                                           | Dream Fighter                |
| NIGHT FLIGHT        | 森永乳業「」廣告歌                                                                                       | ⊿（Triangle）                |
| 自然愛（）          | Sanei International NATURAL BEAUTY BASIC「RUNWAY DANCE A~chan」篇 廣告歌                                 | 不自然女孩/自然愛            |
| 自然愛（）          | NATURAL BEAUTY BASIC 「RUNWAY DANCE Kashiyuka」篇 廣告歌                                                 | 不自然女孩/自然愛            |
| 自然愛（）          | NATURAL BEAUTY BASIC 「RUNWAY DANCE Nocchi」篇 廣告歌                                                    | 不自然女孩/自然愛            |
| 自然愛（）          | 電影《今天開始談戀愛》主題曲                                                                             | 不自然女孩/自然愛            |
| VOICE               | 「日產的店舖! 宣傳活動」廣告歌                                                                           | VOICE                        |
| VOICE               | 電子音樂公司「RecoChoku」廣告歌                                                                          | VOICE                        |
| 575                 | KDDI iida「LIGHT POOL」篇 廣告歌                                                                         | VOICE                        |
| 欸（）              | Sanei International NATURAL BEAUTY BASIC 「」篇 廣告歌                                                   | 欸                           |
| 欸（）              | NATURAL BEAUTY BASIC 「」篇 廣告歌                                                                       | 欸                           |
| 欸（）              | NATURAL BEAUTY BASIC 「」篇 廣告歌                                                                       | 欸                           |
| 欸（）              | NATURAL BEAUTY BASIC 「」篇 廣告歌                                                                       | 欸                           |
| 欸（）              | 奇奇冒險日記第三季 片頭曲                                                                                | 欸                           |
| Laser Beam（レーザービーム）      | 麒麟啤酒「CHU-HI氷結」（）廣告歌                                                                         | Laser Beam/微香              |
| 微香（微かなカオリ）            | 麒麟「CHU-HI 冰結 溫柔的果實的3%」（キリンチューハイ 氷結 やさしい果実の3%）廣告歌                                                             | Laser Beam/微香              |
| GLITTER             | 麒麟「CHU-HI 冰結」廣告歌                                                                                | SPICE                        |
| SPICE（スバイス）           | TBS系電視劇《専業主婦探偵～我是影子》主題曲                                                              | SPICE                        |
| Spring of Life      | 麒麟「CHU-HI 冰結」（MAGICAL MUSIC篇）廣告歌                                                             | Spring of Life               |
| Communication       | KANRO「Puré軟糖」廣告歌                                                                                  | Spring of Life               |
| Point               | 麒麟CHU-HI冰結 溫柔的果實的3%（キリンチューハイ 氷結 やさしい果実の3%） 「Balloon篇」及「Triple Screen篇」廣告歌                               | Spending all my time         |
| Hurly Burly         | 麒麟CHU-HI冰結 （キリンチューハイ 氷結）「MAGIC MOMENT篇」廣告歌                                                              | Spending all my time         |
| 未來博物館（未来のミュージアム）      | 東寶電影《多啦A夢 大雄的秘密道具博物館》主題曲                                                           | 未來博物館                   |
| Magic of Love       | KANRO「Puré軟糖」廣告歌                                                                                  | Magic of Love                |
| Party Maker         | EISAI「ChocolaBB Sparkling」廣告歌                                                                       | LEVEL3                       |
| 1mm                 | EISAI「ChocolaBB Plus」廣告歌                                                                            | LEVEL3                       |
| 1mm                 | EISAI「ChocolaBB 美ChocolaCollagen」廣告歌                                                               | LEVEL3                       |
| Sweet Refrain       | 朝日電視台電視劇《都市傳說之女2》主題曲                                                                  | Sweet Refrain                |
| Hold Your Hand      | NHK電視劇《無聲貧窮》主題曲                                                                              | Cling Cling                  |
| Cling Cling         | EISAI「ChocolaBB系列」廣告歌                                                                             | Cling Cling                  |
| DISPLAY             | Panasonic 4K電視主題曲                                                                                   | Cling Cling                  |
| Relax In The City   | 札幌啤酒「Sapporo Green Aroma」廣告歌                                                                    | Relax In The City/Pick Me Up |
| Pick Me Up          | 伊勢丹新宿店合作計劃主題曲                                                                               | Relax In The City/Pick Me Up |
| 隱形人（透明人間）          | EISAI「ChocolaBB Plus」廣告歌                                                                            | Relax In The City/Pick Me Up |
| TOKIMEKI LIGHTS     | EISAI「ChocolaBB Royal2」廣告歌                                                                          | STAR TRAIN                   |
| STAR TRAIN          | 紀錄片電影「『WE ARE Perfume -WORLD TOUR 3rd DOCUMENT』」主題曲                                          | STAR TRAIN                   |
| Next Stage with YOU | 梅賽德斯-賓士「A Class」廣告歌                                                                           | COSMIC EXPLORER              |
| FLASH               | (2016年 4月 6日)、 電影《花牌情緣 上之句」及「花牌情緣 下之句」》主題曲                                  | COSMIC EXPLORER              |
| Atmospheric Entry   | UNIQLO HEATTECH 廣告歌                                                                                   | 無                           |
| TOKYO GIRL          | (2017年2月15日)、 電視劇 《東京妄想女子》主題曲 日本電視台週三連續劇                                     | TOKYO GIRL                   |
| 寶石之雨            | Ora2×Perfume 口妝美Project廣告曲                                                                         | TOKYO GIRL                   |
| If you wanna        | Ora2×Perfume 口妝美Project「和Ora2外出篇」廣告曲                                                         | If you wanna                 |
| Everyday            | Panasonic × Perfume AWA DANCE活動主題曲                                                                  | If you wanna                 |
| 無限未來            | 電影《花牌情緣 -結-》主題曲                                                                              | 無限未來                     |
| FUSION              | NTT docomo「FUTURE-EXPERIMENT VOL.01 docomo×Perfume 讓我們沒有距離。」宣傳曲                             | 無限未來                     |
| Let Me Know         | 日本電視台「爽快資訊綜藝 豁然開朗!!」8月主題曲                                                           | Future Pop                   |
| Future Pop          | NTT docomo宣傳曲                                                                                         | Future Pop                   |
| Tiny Baby           | (2018年) 電影《鬼靈精》日版插入曲                                                                        | Future Pop                   |
| ナナナナナイロ      | (2019年7月6日) 肌美精廣告曲 《台灣取景拍攝 .高雄六合夜市 .平溪十分老街天燈.烏來福山村.台南四草綠色隧道》 | Perfume The Best “P Cubed”   |
| 再生                | 電影《屍人莊殺人事件》主題曲                                                                             |                              |
| Moon                | 富士電視台電視劇《元氣囝仔》主題曲                                                                       |                              |
| すみっコディスコ    | 動畫電影《角落小夥伴電影版：奇幻的玩具工廠》主題曲                                                       |                              |
| 巡ループ            | 日本電視台電視劇《花牌情緣－巡－》主題曲                                                                 |                              |

## 演唱會、活動
| 演出年份 | 演出日期                                                               | 巡迴演出／活動名稱                                                                                 | 演出場地 | 備註 |
| -------- | ---------------------------------------------------------------------- | -------------------------------------------------------------------------------------------------- | --- | --- |
| 2005年   | 11月8日                                                                | SingRavue Vol.10大～家、唱片發行 Special Night! （SingRavue Vol.10み～んな、レコ発 Special Night!）                                               | Shibuya O-WEST | |
| 2005年   | 12月3日                                                                | Girl's Box ～Winter Special Live～                                                                 | 六本木velfarre | |
| 2005年   | 12月21日                                                               | Perfume之POPpokePiiiii-不需要 （PerfumeのPOPpokePiiiii-ないと）                                                                 | 原宿ASTRO HALL | 出演嘉賓：保時捷法、P&ART SASANOOOHA。                                                                                         |
| 2005年   | 12月23日                                                               | Amuse Xmas Week “Merry Xmas Party”                                                                 | 新宿KOMA劇場 | |
| 2005年   | 12月24日                                                               | 聖誕・特別LIVE （クリスマス・スペシャルライブ）                                                                                | 廣島alpark | |
| 2006年   | 3月18日－3月19日                                                       | Perfume春之移動教室in濱名湖 （Perfume春の移動教室in浜名湖）                                                                   | 遠鐵帝國酒店 | 2日1夜的巴士旅遊計劃 |
| 2006年   | 4月2日                                                                 | Girl's Box ～Spring Special Live 2006～                                                            | 横濱BLITZ | |
| 2006年   | 4月19日                                                                | RHYTHM OF FEAR                                                                                     | 新宿LOFT | |
| 2006年   | 5月28日                                                                | 完全異種格闘技宣言vol.4                                                                            | 原宿ASTRO HALL | |
| 2006年   | 7月14日                                                                | MUSIC ON! TV Presents JAMMIN' Vol.1                                                                | 表參道FAB | |
| 2006年   | 7月22日                                                                | Aiai Music Carnival Vol.8                                                                          | 秋葉原：石丸電氣SOFT2 | |
| 2006年   | 8月14日                                                                | 福山夏祭2006 SUMMER NIGHT友誼節 （福山夏まつり2006 サマーナイトふれあいフェスタ）                                                               | | |
| 2006年   | 9月26日                                                                | Under the Influence                                                                                | 新宿LOFT | |
| 2006年   | 10月28日                                                               | 武藏野美術大學 藝術祭2006 （武蔵野美術大学 芸術祭2006）                                                                     | 武藏野美術大學 | |
| 2006年   | 11月21日                                                               | SPICE～刺激你的dance&music然後laugh!～ （SPICE～あなたを刺激するdance&musicそしてlaugh!～）                                                        | NAKANO ZERO | |
| 2006年   | 12月6日                                                                | GIRLs-RockPop stadium vol.1                                                                        | 原宿ASTRO HALL | |
| 2006年   | 12月16日                                                               | 聖誕・特別LIVE （クリスマス・スペシャルライブ）                                                                                | 廣島alpark | |
| 2006年   | 12月21日                                                               | Perfume presents ～Perfume是聖誕老人用力叫出來的～ （Perfume presents ～Perfumeがいっぱいサンタ呼んじゃいました♪～）                                            | 原宿ASTRO HALL | 嘉賓：Candy、BUZZ |
| 2007年   | 1月7日                                                                 | MIRANCApresents Girl's BOX PREMIUM 01「Re-Born」 （ミランカpresents Girl’s BOX PREMIUM 01“Re-Born”）                                              | Stellar Ball | |
| 2007年   | 3月25日                                                                | Sweet Angel Whispers                                                                               | 表參道FAB | |
| 2007年   | 5月13日                                                                | RUSH HOUR II vs Upsurge                                                                            | CLUB CITTA' | |
| 2007年   | 5月15日                                                                | SHINJUKU LOFT 8TH ANNIVERSARY ～special master+mind 聲音的未來～ （SHINJUKU LOFT 8TH ANNIVERSARY ～special master+mind オトノミライ～）                              | 新宿ROFT | |
| 2007年   | 6月16日                                                                | 札幌医科大学医大祭・中夜祭（有）很抱歉和 ～医大祭Special～ （札幌医科大学医大祭・中夜祭（有）申し訳ないと ～医大祭スペシャル～）                                    | 札幌医科大学 | |
| 2007年   | 6月16日                                                                | （有）很抱歉和 in 札幌 ～医大中夜祭After Party&MEN☆SOUL發賣前夜祭～ （（有）申し訳ないと in 札幌 ～医大中夜祭アフターパーティー&MEN☆SOUL発売前夜祭～）                           | 札幌sound Lab MOLE | |
| 2007年   | 7月5日－7月6日                                                         | Perfume 牽牛星☆募集中 （Perfume ひこぼし☆募集中）                                                                         | 代官山UNIT | 首次單獨演出；原定5天的演唱會減短到2天                                                                                         |
| 2007年   | 8月11日                                                                | SUMMER SONIC 07                                                                                    | 舞洲SUMMER SONIC大阪特設会場 | |
| 2007年   | 9月7日                                                                 | Fukushimania Rock vol.2                                                                            | 大阪LIVE SQUARE 2nd LINE | |
| 2007年   | 9月11日                                                                | duo Night 3回目                                                                                    | duo MUSIC EXCHANGE | |
| 2007年   | 9月16日                                                                | 第一興商STAR 卡拉OK東京PRETTY COLLECTION vol.4.2 （第一興商スターカラオケ東京プリティコレクションvol.4.2）                                              | HIT STUDIO 60's 八重洲店 | |
| 2007年   | 10月18日                                                               | HOT WAVE presents SPECIAL LIVE 2007                                                                | 浦和PARCO埼玉COMUNALE（さいたまCOMUNALE） | |
| 2007年   | 10月31日－11月3日                                                      | 感謝！感激！把膠袋破壞！ ～又是我們、Perfume是也～ （感謝!感激!ポリ荒らし! ～あらためまして、Perfumeです～）                                            | 名古屋Electric Lady Land OSAKA MUSE 新廣島電視台新館九樓Studio | 嘉賓：愛美的吏紗（只限廣島）                                                                                                   |
| 2007年   | 11月8日                                                                | Perfume ～SEVENTH HEAVEN 感覺良好♪～ （Perfume ～SEVENTH HEAVEN イイ気分♪～）                                                          | LIQUIDROOM | |
| 2007年   | 12月1日                                                                | Act Against AIDS 2007“15年了嗎！全員集合“ （Act Against AIDS 2007“15年かヨ!全員集合“）                                                     | 日本武道館 | |
| 2007年   | 12月28日                                                               | COUNTDOWN JAPAN 07/08                                                                              | 幕張展覽館 | |
| 2007年   | 12月29日                                                               | COUNTDOWN JAPAN 07/08 -WEST-                                                                       | INTEX大阪 | |
| 2007年   | 12月31日                                                               | Perfume 難道是倒數!? ～Re○Dorum 讓那夜再次重現 in Zepp Tokyo～ （Perfume まさかのカウントダウン!? ～リ○ッドルーム あの夜をもう一度 in Zepp Tokyo～）                                | Zepp Tokyo | |
| 2008年   | 2月12日                                                                | Perfume ～襪子 固定 極限～ （Perfume ～ソックス フィックス マックス～）                                                                    | SHIBUYA-AX | |
| 2008年   | 2月13日                                                                | P.T.A.成立前夜祭「突然讓我們開心遊玩之會」 （P.T.A.発足前夜祭「パッと楽しく遊ぼうの会」）                                                    | LIQUIDROOM | 官方歌迷會「P.T.A.」成立記念活動                                                                                               |
| 2008年   | 3月21日                                                                | CDTV×赤坂Sacas                                                                                     | 赤坂BLITZ | 為慶祝赤坂Sacas開幕暨赤坂BLITZ復活記念而企劃的「COUNT DOWN TV」現場演唱會                                                      |
| 2008年   | 4月27日－6月1日                                                        | Perfume First Tour「GAME」                                                                         | 大阪府：Zepp Osaka 高松市：高松橄欖Hall 廣島市：廣島CLUB QUATTRO 福岡市：DRUM LOGOS 東京都：Zepp Tokyo 名古屋市：Zepp Nagoya 新潟市：新潟LOTS 仙台市：仙台CLUB JUNK BOX 札幌市：PENNY LANE 24 橫濱市：橫濱BLITZ | |
| 2008年   | 6月21日                                                                | Hot Stuff 30th Anniversary「BLACK AND BLUE」                                                       | Zepp Tokyo | Hot Stuff 設立30周年紀念活動演出嘉賓： Perfume、SPECIAL OTHERS                                                                 |
| 2008年   | 11月6日－11月7日                                                       | BUDOUKaaaaaaaaaaN!!!!!                                                                             | 東京都日本武道館 | |
| 2009年   | 5月9日－5月10日                                                        | DISCO！DISCO！DISCO！                                                                              | 東京都国立代代木竞技场第一体育馆 | |
| 2009年   | 7月4日                                                                 | 『HOT STUFF 30th Anniversary Special Live out of our heads』                                       | 橫濱市横滨体育馆 | 開場嘉賓為木村KAELA和「木村KAELA∞Perfume」                                                                                     |
| 2009年   | 8月7日－10月30日                                                       | Perfume Second Tour 2009 「直角二等邊三角形TOUR」 （Perfume Second Tour 2009 「直角二等辺三角形TOUR」）                                             | 戶田市：戶田市文化會館 福岡市：福岡太陽宮酒店&大廳 廣島市：広島厚生年金会館 松山市：媛銀Hall 金澤市：石川厚生年金會館 新潟市：新潟縣民會館 札幌市：札幌市民Hall 仙台市：仙台太陽廣場Hall 名古屋市：名古屋日本碍子Hall 大阪府：大阪城Hall 東京都：横滨体育馆                                                            | |
| 2010年   | 3月7日－4月3日                                                         | P.T.A. presents Perfume 結成10周年!!!!「突然讓我們開心遊玩之會」LIVE HOUSE TOUR （P.T.A. presents Perfume 結成10周年!!!!『パッと楽しく遊ぼうの会』ライブハウストゥワー）               | 大阪府：Zepp Osaka 廣島市：廣島CLUB QUATTRO 福岡市：Zepp Fukuoka 東京都：Zepp Tokyo 名古屋市：Zepp Nagoya 新潟市：新潟LOTS 札幌市：Zepp Sapporo 橫濱市：橫濱BLITZ 高知市：高知BAY5 SQUARE | |
| 2010年   | 11月3日                                                                | Perfume LIVE@東京巨蛋「1 2 3 4 5 6 7 8 9 10 11」 （）                                              | 東京巨蛋 | |
| 2012年   | 1月14日－5月26日                                                       | Perfume 3rd Tour 「JPN」                                                                           | 神戶市：神戶World Hall 埼玉市：埼玉超級競技場 新潟市：朱鷺展覽館・新潟會展中心 福岡市：福岡國際中心 名古屋市：名古屋日本碍子Hall 袋井市：静岡ECOPA 大阪府：大阪城Hall 廣島縣：廣島Green Arena 松山市：愛媛縣武道館 仙台市：宮城積水Heim溜冰場 札幌市：真駒内積水Heim溜冰場 東京都：日本武道館 宜野灣市：宜野灣海濱公園 | 沖繩公演的標題由麒麟啤酒冠名贊助，因此更名為 麒麟調酒 冰結 Presents：Perfume 3rd Tour 「JPN」公演開動！海（Umi）PAN！！！ （キリンチューハイ 氷結 Presents：Perfume 3rd Tour　「JPN」打ち上げ公演！海（うみ）パーン！！！） |
| 2012年   | 10月26日－11月24日                                                     | Perfume WORLD TOUR 1st                                                                             | 台灣：Neo Studio 香港：Rotunda 3 南韓：AX-KOREA 新加坡：SCAPE | Perfume首次單獨舉行的海外（亞洲）巡迴演唱會                                                                                    |
| 2013年   | 5月29日－5月30日 6月4日－6月5日 6月17日－6月18日                       | 一直喜歡你~放浪麵疙瘩 Perfume FES!! （ずっと好きだったんじゃけぇ～さすらいの麺カタ Perfume FES!!）                                                           | 東京：Zepp DiverCity（對擂嘉賓：齊藤和義） 名古屋：Zepp Nagoya（對擂嘉賓：奥田民生） 大阪難波：Zepp Namba（對擂嘉賓：Maximum The Hormone） | 第一屆「Perfume FES」對擂形式巡迴演唱會                                                                                        |
| 2013年   | 7月3日 7月5日 7月7日                                                   | Perfume WORLD TOUR 2nd                                                                             | 德國科隆：GLORIA 英國倫敦：伊斯靈頓O2學院 法國巴黎：巴塔克蘭劇院 | Perfume單獨舉行的海外巡迴演唱會，首次踏足歐洲                                                                                  |
| 2013年   | 12月7-8日 12月24-25日                                                  | Perfume 4th Tour in DOME「LEVEL3」                                                                 | 大阪巨蛋 東京巨蛋 | 首次巨蛋巡迴演唱會 |
| 2014年   | 3月15日－3月16日 3月20日－3月21日 4月4日 4月7日 4月9日 4月11日 4月20日 | Perfume FES!! 2014                                                                                 | NHK大廳（對擂嘉賓：東京斯卡、屎爛幫） 上野學園大廳（對擂嘉賓：9nine） 靜岡市民文化會館 （對擂嘉賓：9mm Parabellum Bullet） 本多森林大廳（對擂嘉賓：RHYMESTER） 香川縣縣民大廳（對擂嘉賓：秦基博） 鹿兒島市民文化第一大廳（對擂嘉賓：高橋優） 南韓UNIQLO-AX（對擂嘉賓：Maximum The Hormone）                            | 第二屆「Perfume FES」對擂巡迴演唱會；韓國公演因當地海難事件而延期至10月12日                                                    |
| 2014年   | 8月1日－9月21日                                                        | Perfume 5th Tour 2014「轉轉轉」 （Perfume 5th Tour 2014「ぐるんぐるん」）                          | 廣島縣：廣島Green Arena 福岡市：福岡海洋展覽館 大阪府：大阪城Hall 札幌市：真駒内積水Heim溜冰場 名古屋市：名古屋日本碍子Hall 仙台市：宮城積水Heim溜冰場 東京都：國立代代木競技場第一體育館 | |
| 2014年   | 10月31日 - 11月15日                                                    | Perfume WORLD TOUR 3rd                                                                             | 台灣：台北國際會議中心 新加坡：聖淘沙名勝世界 美國洛杉磯：Hollywood Palladium 英國倫敦：漢默史密斯阿波羅 美國紐約：HAMMERSTEIN BALLROOM | Perfume單獨舉行的海外巡迴演唱會，首次踏足美洲                                                                                  |
| 2015年   | 9月21日 - 10月7日                                                      | Perfume Anniversary 10days 2015 PPPPPPPPPP                                                         | SHIBUYA O-WEST 日本武道館 廣島Green Arena （ 日语 ： 広島県立総合体育館） | 首日：『P.T.A.Summit』 第二日：第三回對擂演唱會 第三日：第三回舞蹈大賽 第六至第十日：『LIVE 3：5：6：9』                       |
| 2016年   | 5月3日 - 11月12日                                                      | Perfume 6th Tour 2016 『COSMIC EXPLORER』                                                          | 宮城縣綜合運動公園體育館 靜岡縣小笠山綜合運動公園體育場 Sun Dome Fukui 幕張展覽館 和歌山大鯨 北海道立綜合體育中心 U.S.A TOUR 部分：威爾頓劇院 沃菲爾德劇院 Vic Theatre Hammerstein Ballroom Dome Edition 部分：大阪巨蛋 名古屋巨蛋 福岡巨蛋                                                                            | 將巡演擴大至美國演出 |
| 2017年   | 6月2日 - 9月14日                                                       | Perfume FES!! 2017                                                                                 | 6月2日（前夜祭）：千叶幕张展览馆（對擂嘉賓：电气魔轨） 6月3日：千叶幕张展览馆（對擂嘉賓：Chatmonchy、渡边直美） 9月6日、7日：爱知县体育馆（對擂嘉賓：（9月6日）菅止戈男、（9月7日）レキシ） 9月13日、14日：大阪城展演厅（对擂嘉宾：（9月13日）星野源、（9月14日）Maximum The Hormone）                                 | 第三屆「Perfume FES」對擂形式巡迴演唱會                                                                                        |
| 2018年   | 2月14日 - 5月24日                                                      | P.T.A. 発足10周年!! と5周年!! “Perfumeとあなた” ホールトゥワー                                     | | |
| 2018年   | 3月20日 - 3月21日                                                      | Perfume × TECHNOLOGY presents "Reframe"                                                            | NHK大厅 | |
| 2018年   | 9月21日 - 2019年3月7日                                                 | Perfume 7th Tour 2018 「FUTURE POP」                                                               | | 2018年9月30日大阪公演因台风原因取消，改期2019年3月6日补办，并追加7日场次。                                                     |
| 2019年   | 待補                                                                   | | | |
| 2020年   | 2月1日 - 25日                                                          | Perfume 8th Tour 2020 “P Cubed” in Dome                                                            | 2月1日 - 2日 大阪巨蛋 2月8日 福冈巨蛋 2月15日 - 16日 名古屋巨蛋 2月25日 东京巨蛋 | 原计划2月26日东京巨蛋场次因为疫情防控原因取消                                                                                  |
| 2021年   | 8月14日 - 15日                                                         | Perfume LIVE 2021［polygon wave］                                                                  | PIA ARENA MM | 时隔约一年半的有观众演唱会 |
| 2022年   | 1月9日 - 16日                                                          | Perfume LIVE 2022［polygon wave］                                                                  | PIA ARENA MM | Perfume LIVE 2021［polygon wave］2022 升级版，歌曲《》替换为《アンドロイド&》，此外还有多处改动。                              |
| 2022年   | 8月20日 - 11月6日                                                      | Perfume 9th Tour 2022 “PLASMA”                                                                     | | 10.7 宫城站迎来 Perfume 演唱会史上最低上座率 32%                                                                               |
| 2023年   | 6月3日                                                                 | Perfume LIVE 2023 “CODE OF PERFUME”                                                                | O2 Shepherd's Bush Empire | 时隔约十年的伦敦演唱会 |
| 2023年   | 9月21日 - 11月18日                                                     | P.T.A. 15th&10th Anniversary “Perfumeとあなた” ホールトゥワー2023                                  | | 时隔约五年半的粉丝俱乐部限定巡回演唱会                                                                                         |
| 2023年   | 11月5日                                                                | テレビ朝日 ドリームフェスティバル 2023 × Perfume FES!!                                             | PIA ARENA MM | 时隔约六年的 Perfume FES!!，与朝日电视台 DREAM FESTIVAL 2023 联合举办                                                          |
| 2023年   | 12月30日 - 31日                                                        | Perfume Countdown Live 2023→2024 “COD3 OF P3RFUM3” ZOZ5                                            | PIA ARENA MM | 时隔五年的跨年演唱会 |
| 2024年   | 2月13日 - 14日                                                         | Perfume P.T.A. 発足 16周年へのカウントダウン 猛者だけのLIVE ~リキッドルーム あの夜をもう一度 2024~ | 惠比寿 LIQUIDROOM | 时隔约十年的 LIQUIDROOM 演唱会，“P.T.A. 检验测试 2023” 成绩排行较高者可获得购票权                                              |
| 2024年   | 6月8日 - 7月13日                                                       | Perfume “COD3 OF P3RFUM3 ZOZ5” Asia Tour 2024                                                      | | 时隔约五年的世界巡回演唱会，首次登陆举办泰国演唱会                                                                             |
| 2024年   | 12月28日 - 2025年4月20日                                               | Perfume 10th Tour ZOZ5 “ネビュラロマンス” Episode 1                                                | | |
| 2025年   | 9月22日 - 23日                                                         | Perfume ZO/Z5 Anniversary “ネビュラロマンス” Episode TOKYO DOME                                    | 东京巨蛋 | 时隔五年半的东京巨蛋演唱会 |

## 媒體演出

### 電台節目
- Perfume之心跳呯咚ON AIR（Perfumeのドッキドキオンエア）
  - 2004年8月－2006年3月：中国放送、毎週五 24:30－25:00
- Perfume之Perfume Planet（日语：PerfumeのPerfume Planet）
  - 2004年5月－2004年12月：FM福岡（日语：エフエム福岡）、毎週六 21:30－21:55
- Perfume Special "GAME"
  - 2008年4月20日：FM North Wave、當晚 21:00－22:00
- Perfume的Magical☆City（日语：Perfumeのマジカル☆シティ）
  - 2006年4月5日－2008年9月27日：Sky PerfecTV! STAR digio（日语：スターデジオ）、毎週三 18:00－18:30、23:00－23:30
- Perfume的PANPAKA Party（日语：Perfumeのパンパカパーティー）（開播當初是以為名播出）
  - 2007年10月1日－2008年9月27日：CBC電台、毎週六 23:30－24:00
- SCHOOL OF LOCK!内「Perfume LOCKS!（日语：Perfume LOCKS!）」
  - 2008年3月31日－2021年3月22日：JFN全國38台聯播、毎週一 23:05－23:25
- ROCK KIDS 802-OCHIKEN Goes ON!!- 内 「Next To You」
  - 2021年10月7日 - 至今：FM802、每周四 23:00 - 23:20

### 電視節目

#### 常規出演
- MTV PeeP
  - 2007年9月：MTV Japan
- PaPaPaPaPaPaPerfume（日语：パッパッパッパッパッパッPerfume）
  - 2006年7月－2007年3月：Sky PerfecTV ENTER!371（日语：エンタ!959）
- SPECIAL BOYS JAPAN「POP UP Perfume 往葛萊美獎的道路」（スペシャボーイズジャパン『POP UP Perfume グラミー賞への道』）VJ
  - 2008年1月－3月：SPACE SHOWER TV
- 人形少女16歲!!（スミレ16歳!!）
  - 2008年4月－2008年6月：BS富士
- HAPPY!（日语：HAPPY! (テレビ番組)）
  - 2008年4月－9月：日本電視台
- SPACE SHOWER MUSIC UPDATE「Perfume 20。」VJ
  - 2008年7月－9月：SPACE SHOWER TV
- Perfume的好奇孩子（日语：Perfumeの気になる子ちゃん）
  - 2008年10月11日－2009年3月28日：日本電視台、毎週六 17:30－18:00
- Perfume的吊燈屋（日语：Perfumeのシャンデリアハウス）
  - 2009年4月11日－2009年6月27日：日本電視台、每週六 25:40－26:10
- MUSIC JAPAN
  - 2009年4月－2016年4月：NHK G
- 東京白日夢女
  - 全劇：東京電視台 小肝：西脇綾香（配音）
- - 2023年3月31日 -（不定期播出）：NHK BS8K / NHK BSP4K / NHK BS / NHK G / NHK E

#### 演員出演
- 唬嚨教師（飾演兒童劇團的團員和打破金庫的小偷三人組）
  - TBS：2007年10月31日（第15話）、2008年1月15日（第43話）
- 歡迎來到車路士酒店（チェルシーホテルへようこそ）
  - 富士電視台：2009年1月3日
- - 東寶：2011年9月23日
- 三色堇
  - 東京電視台: 2017年3月31日 - 4月1日

### 動畫配音
- FASTENING DAYS 3 (第一集蛋糕店店員:Yuka、第二集郵差:Nocchi、第三集消防員:Achan) [270]

### 書籍、雜誌
- TV Bros
  - 專欄連載中
  - 2007年12月22日號：
- VOGUE JAPAN
  - 2012年11月號：「Perfume的大人模式在世界開始！」（Perfumeが大人モードで世界へ始動!）[271]

### 其他藝人的音樂影片
- Candy（日语：Candy (歌手)）《Promise》：出演背景的Hip-hop舞者
- 色情塗鴉《痛處（日语：痛い立ち位置）》[272]
- OK Go《I Won't Let You Down》：開頭部分客串出演

## 相關項目
- 中田康貴
- 桃井晴子
- 木村KAELA
- 9nine
- MIKIKO
- 関和亮（日语：關和亮）
- 真鍋大度

### 文獻
1. ↑  . 日本環球音樂. 2012-02-29  [2014-04-09]. （原始内容存档于2012-03-03）.
2. ↑  . Musicman. 2022-12-26  [2024-06-21]. （原始内容存档于2023-02-28）.
3. ↑  . Musicman. 2022-12-26  [2024-06-21]. （原始内容存档于2023-02-28）.
4. ↑  . natalie. 2024-08-08  [2024-08-09]. （原始内容存档于2025-01-09）.
5. 1 2 3 4 5 6  . MTViggy. 2013-07-02  [2014-04-10]. （原始内容存档于2014-05-16）.
6. 1 2  . Reuters. 2012-03-07  [2014-04-09]. （原始内容存档于2013-12-03）.
7. ↑  : 26. 2008年7月5日.
8. ↑  : 104. 2008年9月.
9. ↑  . 2010年5月.
10. ↑  : 138. 2009年7月.
11. 1 2  . QuickJapan. 2008年4月, (77)  [2014-04-12]. （原始内容存档于2014-04-13）.
12. ↑  : 47. 2009年7月.
13. 1 2  富士電視台節目「Music Fair」（2008年2月9日出）
14. ↑   (74): 37.
15. ↑   (56): 150.
16. 1 2 3  . 2024-08-09  [2024-08-09]. （原始内容存档于2025-01-09）.
17. ↑  . . 2013-11-25  [2013-11-30]. （原始内容存档于2013-12-03）.
18. ↑  . Will Be Stars Official Web Site.   [2008年4月25日]. （原始内容存档于2008年3月18日）.
19. ↑  . QuickJapan. 2007年10月12日, (74): 27, 37  [2014年4月10日]. （原始内容存档于2014年4月13日）.
20. ↑  CBC電台（2008年2月4日）
21. ↑  . . 2008年3月31日, (56): 145  [2014年4月10日]. （原始内容存档于2014年4月13日）.
22. ↑  . . 2002-12-23  [2014-04-10]. （原始内容存档于2012-03-08）.
23. ↑  . 2002-12-14  [2014-04-10]. （原始内容存档于2012-03-09）.
24. ↑  . Yomiuri Online Pop Style Blog.   [2014-04-10]. （原始内容存档于2008-01-27）.
25. ↑  DANIEL ROBSON. . The Japan Times. 2012-05-18  [2014-04-10]. （原始内容存档于2014-03-18）.
26. ↑  . Akiba Blog.   [2014-04-10]. （原始内容存档于2010-05-30） （日语）.
27. ↑  . 2003-09-29  [2014-04-10]. （原始内容存档于2015-08-31）.
28. ↑  . 2011-10-30  [2014-04-10]. （原始内容存档于2015-12-11）.
29. ↑  . アキBlog. 2005-07-25  [2008年4月25日]. （原始内容存档于2007-12-07）.
30. ↑  . Akiba Blog.   [2008-04-25]. （原始内容存档于2011-05-11） （日语）.
31. 1 2  . Zakzak.   [2014-04-10]. （原始内容存档于2014-12-07） （日语）.
32. ↑  . 2007-11-14  [2008年2月25日]. （原始内容存档于2014-04-13）.
33. ↑  四方 宏明. . . allabout. 2007-09-03  [2014-04-10]. （原始内容存档于2014-04-13）.
34. ↑  四方 宏明. . Perfumeのテクノ革命. allabout. 2007-09-03  [2014-04-10]. （原始内容存档于2014-04-13）.
35. 1 2  .   [2014-04-10]. （原始内容存档于2015-02-27）.
36. ↑   (70): 173.
37. ↑  . natalie.mu.   [2014-04-10]. （原始内容存档于2014-04-13） （日语）.
38. ↑  . j cast news.   [2014-04-10]. （原始内容存档于2013-10-12） （日语）.
39. ↑  日本電視台節目（2008年2月15日播出）
40. ↑  Oricon. . ORICON STYLE. 2007-09-12  [2007年10月3日]. （原始内容存档于2007-09-30）.
. . 2007-07-11  [2007年10月3日]. （原始内容存档于2007-10-12）.
. . 2007-07-25  [2007年10月3日]. （原始内容存档于2007-10-12）.
41. ↑  . Cyzo.   [2014-04-10]. （原始内容存档于2014-03-05） （日语）.
42. ↑  . . 2007-08-29  [2014-04-10]. （原始内容存档于2014-04-13）.
43. 1 2  . Oricon Style.   [2010-12-22]. （原始内容存档于2010-11-04） （日语）.
44. ↑  Natalie. . 2007-10-08  [2014-04-10]. （原始内容存档于2014-04-13）.
45. ↑  . natalie.mu. 2007-10-18  [2014-04-10]. （原始内容存档于2014-04-13）.
46. ↑  . natalie.mu. 2007-10-29  [2014-04-10]. （原始内容存档于2014-04-13）.
47. ↑  . natalie.mu. 2007-11-04  [2014-04-10]. （原始内容存档于2014-04-13）.
48. ↑  . natalie.mu. 2007-10-11  [2014-04-10]. （原始内容存档于2014-04-13）.
49. ↑  natalie. . 2007-11-17  [2014-04-11]. （原始内容存档于2014-04-13）.
50. ↑  . natalie.mu. 2007-12-01  [2014-04-10]. （原始内容存档于2014-04-13）.
51. ↑  . 2008-01-01  [2014-04-11]. （原始内容存档于2014-04-13）.
52. ↑  . 日本レコード協会.   [2014-04-11]. （原始内容存档于2013-10-05）.
53. ↑  .   [2014-04-11]. （原始内容存档于2014-04-13）.
54. ↑  . tokyograph.com. 2008-04-23  [2010-12-23]. （原始内容存档于2010-01-27）.
55. ↑  ORICON STILE. . 2008-04-22  [2008年4月22日]. （原始内容存档于2008-04-23）.
56. ↑  サンケイスポーツ. . 2008-06-23  [2008年7月1日].[永久]
57. ↑  . natalie.mu. 2008-02-12  [2014-04-11]. （原始内容存档于2014-04-13）.
58. ↑  . natalie.mu. 2008-03-14  [2014-04-11]. （原始内容存档于2014-04-13）.
59. ↑  . Tokyograph.com. 2008-07-16  [2010-12-23]. （原始内容存档于2010-08-12）.
60. ↑  . Oricon. 2008-07-15  [2014-04-11]. （原始内容存档于2013-07-21）.
61. ↑  . TOWER RECORDS. 2008-08-28  [2014-04-11]. （原始内容存档于2014-04-13）.
62. ↑  . natalie.mu. 2008-09-09  [2014-04-11]. （原始内容存档于2014-04-13）.
63. ↑  . oricon. 2008-10-21  [2014-04-11]. （原始内容存档于2014-04-13）.
64. ↑  . natalie.mu. 2008-10-21  [2014-04-11]. （原始内容存档于2014-04-13）.
65. ↑  . natalie.mu. 2008-11-06  [2014-04-11]. （原始内容存档于2014-04-13）.
66. ↑  . natalie.mu. 2008-11-13  [2014-04-11]. （原始内容存档于2014-04-13）.
67. ↑  . oricon.   [2014-04-11]. （原始内容存档于2009-04-21）.
68. ↑  . natalie.mu. 2009-03-22  [2014-04-11]. （原始内容存档于2014-03-11）.
69. ↑  . natalie.mu. 2008-11-25  [2014-04-11]. （原始内容存档于2014-04-13）.
70. ↑  . natalie.mu. 2009-02-05  [2014-04-11]. （原始内容存档于2014-04-13）.
71. ↑  . natalie.mu. 2009-03-19  [2014-04-11]. （原始内容存档于2014-04-13）.
72. ↑  . modelpress.   [2014-04-11]. （原始内容存档于2014-04-13）.
73. ↑  . oricon. 2009-04-29  [2014-04-11]. （原始内容存档于2009-08-05）.
74. ↑  . natalie.mu. 2009-05-11  [2014-04-11]. （原始内容存档于2014-04-13）.
75. ↑  . natalie.mu. 2009-05-12  [2014-04-11]. （原始内容存档于2014-04-13）.
76. ↑  . oricon. 2009-07-14  [2014-04-11]. （原始内容存档于2014-04-13）.
77. ↑  . oricon.   [2014-04-11]. （原始内容存档于2014-03-05）.
78. ↑  . oricon.   [2014-04-11]. （原始内容存档于2010-08-12）.
79. ↑  . 日本唱片協會. 2009年7月  [2014-04-11]. （原始内容存档于2013-09-15）.
80. ↑  . natalie.mu. 2009-11-18  [2014-04-11]. （原始内容存档于2014-04-13）.
81. ↑  . natalie.mu. 2009-12-20  [2014-04-11]. （原始内容存档于2014-04-13）.
82. ↑  . oricon. 2010-01-20  [2014-04-11]. （原始内容存档于2014-04-13）.
83. ↑  . natalie.mu. 2009-11-11  [2014-04-11]. （原始内容存档于2014-04-13）.
84. ↑  . Oricon Style.   [2010-12-22]. （原始内容存档于2012-10-24） （日语）.
85. ↑  . natalie.mu. 2010-07-13  [2011-04-01]. （原始内容存档于2010-07-25） （日语）.
86. ↑  . oricon. 2010-09-29  [2014-04-12]. （原始内容存档于2014-04-13）.
87. ↑  . oricon.   [2014-04-12]. （原始内容存档于2014-04-13）.
88. ↑  . cdjournal. 2010-08-17  [2014-04-12]. （原始内容存档于2014-04-13）.
89. ↑  . oricon. 2010-11-03  [2014-04-12]. （原始内容存档于2014-04-13）.
90. ↑  . oricon. 2010-05-31  [2014-04-12]. （原始内容存档于2014-04-13）.
91. ↑  . The Natsu Style. 2010-11-16  [2014-04-12]. （原始内容存档于2014-04-13）.
92. ↑  . Tokyo Hive. 2010-11-03  [2010-03-11]. （原始内容存档于2010-11-06）.
93. ↑  . Tokyo Hive. 2010-11-03  [2014-04-12]. （原始内容存档于2012-08-30）.
94. ↑  . natalie. 2010-12-21  [2014-04-12]. （原始内容存档于2014-04-13）.
95. ↑  . oricon. 2011-02-16  [2014-04-12]. （原始内容存档于2014-04-13）.
96. ↑  . jpopasia. 2011-04-16  [2014-04-12]. （原始内容存档于2014-03-22）.
97. ↑  . tokyohive. 2011-04-06  [2014-04-12]. （原始内容存档于2014-04-13）.
98. ↑  . natalie.mu. 2011-04-01  [2011-04-01]. （原始内容存档于2011-04-02） （日语）.
99. ↑  . Tower Records. 2011-04-01  [2014-04-12].
100. ↑  . The Natsu Style. 2011-05-25  [2014-04-12]. （原始内容存档于2014-04-13）.
101. ↑  . natalie.mu. 2011-01-19  [2014-04-12]. （原始内容存档于2014-01-09） （日语）.
102. ↑  . natalie.mu. 2011-06-10  [2014-04-12]. （原始内容存档于2014-04-13）.
103. ↑  . natalie.mu. 2011-06-20  [2014-04-12]. （原始内容存档于2014-04-13）.
104. ↑  . natalie.mu. 2011-07-22  [2014-04-12]. （原始内容存档于2014-04-13）.
105. ↑  . natalie.mu. 2011-08-09  [2014-04-12]. （原始内容存档于2014-04-13）.
106. ↑  . Manila Bulletin. 2011-10-17  [2011-11-20]. （原始内容存档于2011-10-22）.
107. ↑  . oricon. 2011-09-27  [2014-04-12]. （原始内容存档于2014-04-13）.
108. ↑  . RIAJ.   [2012-08-28]. （原始内容存档于2012-09-01）.
109. ↑  . oricon. 2011-12-06  [2014-04-12]. （原始内容存档于2014-04-13）.
110. ↑  . natalie.mu. 2011-12-20  [2014-04-12]. （原始内容存档于2014-04-13）.
111. ↑  . NHK. 2011年12月  [2014-04-12]. （原始内容存档于2014-03-21）.
112. ↑  . natalie.mu. 2012-01-28  [2014-04-12]. （原始内容存档于2014-04-13）.
113. 1 2  . natalie.mu. 2012-02-29  [2014-04-12]. （原始内容存档于2014-07-13）.
114. ↑  . natalie.mu. 2012-04-11  [2014-04-12]. （原始内容存档于2014-04-13）.
115. ↑  . oricon. 2012年4月  [2014-04-12]. （原始内容存档于2014-04-13）.
116. ↑  . 2012-03-08. Tokyohive.   [2014-04-12]. （原始内容存档于2013-05-11）.
117. ↑  . oricon. 2012-04-18  [2014-04-12]. （原始内容存档于2015-09-24）.
118. ↑  . The Japan Times. 2012-05-18  [2014-04-12]. （原始内容存档于2012-12-30）.
119. ↑  . natalie.mu. 2012-06-25  [2014-04-12]. （原始内容存档于2014-04-13）.
120. ↑  . oricon. 2012-08-08  [2014-04-12]. （原始内容存档于2014-04-12）.
121. ↑  . oricon. 2012-08-15  [2014-04-12]. （原始内容存档于2014-04-13）.
122. ↑  . oricon. 2012年12月  [2014-04-12]. （原始内容存档于2014-04-13）.
123. ↑  . The Natsu Style. 2012-08-18  [2014-04-12]. （原始内容存档于2014-04-13）.
124. ↑  . oricon. 2012-09-18  [2014-04-12]. （原始内容存档于2014-04-13）.
125. ↑  . natalie.mu. 2012-10-27  [2014-04-12]. （原始内容存档于2014-04-13）.
126. ↑  . natalie.mu. 2012-11-25  [2014-04-12]. （原始内容存档于2014-04-13）.
127. ↑  . natalie.mu. 2012-11-25  [2014-04-12]. （原始内容存档于2014-04-13）.
128. ↑  . natalie.mu. 2012-12-29  [2014-04-12]. （原始内容存档于2014-04-13）.
129. ↑  . Perfume Official Fanclub.   [2014-04-12]. （原始内容存档于2014-04-13）.
130. ↑  . The Natsu Style. 2013-02-28  [2014-04-12]. （原始内容存档于2014-04-13）.
131. ↑  . 47NEWS. 2012-11-25  [2012-11-25]. （原始内容存档于2012-11-28）.
132. ↑  . The Natsu Style. 2013-05-28  [2014-04-12]. （原始内容存档于2014-04-13）.
133. ↑  . oricon. 2013-05-29  [2014-04-12]. （原始内容存档于2014-04-12）.
134. ↑  . natalie.mu. 2013-03-14  [2014-04-12]. （原始内容存档于2014-04-13）.
135. ↑  . natalie.mu. 2013-06-21  [2014-04-12]. （原始内容存档于2014-04-13）.
136. ↑  . 2013-07-05  [2014-04-12]. （原始内容存档于2014-04-13）.
137. ↑  . TimeOut Tokyo. 2013-09-21  [2014-04-12]. （原始内容存档于2014-04-13）.
138. ↑  . natalie.mu. 2013-04-12  [2014-04-12]. （原始内容存档于2013-11-09）.
139. ↑  . natalie.mu. 2013-07-06  [2014-04-12]. （原始内容存档于2014-04-13）.
140. ↑  . oricon. 2013-08-21  [2014-04-12]. （原始内容存档于2014-04-13）.
141. ↑  . Oricon.   [2014-04-13]. （原始内容存档于2013-10-09） （日语）.
142. ↑  . oricon. 2013-10-08  [2014-04-12]. （原始内容存档于2014-04-13）.
143. ↑  . The Natsu Style. 2013-12-03  [2014-04-12]. （原始内容存档于2014-04-13）.
144. ↑  . natalie.mu. 2013-06-19  [2014-04-12]. （原始内容存档于2014-07-10）.
145. ↑  . oricon. 2013-12-25  [2014-04-12]. （原始内容存档于2014-02-25）.
146. ↑  . natalie.mu. 2013-12-26  [2014-04-12]. （原始内容存档于2014-04-27）.
147. ↑  . oricon. 2014-02-19  [2014-04-12]. （原始内容存档于2014-04-13）.
148. ↑  . 中時電子報. 2014-02-22  [2014-04-12]. （原始内容存档于2014-04-13）.
149. ↑  . dwango.jp. 2014-03-18  [2014-04-12]. （原始内容存档于2014-04-13）.
150. ↑  . Ameba News. 2014-03-24  [2014-04-13]. （原始内容存档于2014-04-13）.
151. ↑  . natalie.mu. 2014-03-22  [2014-04-12]. （原始内容存档于2014-04-11）.
152. ↑  . 楽天woman. 2014-05-21  [2014-05-23]. （原始内容存档于2014-05-24）.
153. ↑  . Oricon. 2014-04-16  [2014-04-24]. （原始内容存档于2014-04-17）.
154. ↑  . oricon. 2014-02-14  [2014-04-13]. （原始内容存档于2014-03-12）.
155. ↑  . Musicman-NET. 2014-05-21  [2014-06-01]. （原始内容存档于2014-06-05）.
156. ↑  . ナタリー. 2014-09-22  [2015-01-06]. （原始内容存档于2014-10-18）.
157. ↑  . 2014-10-28  [2015-07-17]. （原始内容存档于2015-07-21）.
158. ↑  . RBBTODAY. 2014-10-08  [2015-01-06]. （原始内容存档于2014-12-15）.
159. 1 2  . ナタリー. 2014-11-16  [2015-01-06]. （原始内容存档于2014-12-11）.
160. ↑  . 楽天woman. 2014-12-31  [2015-01-06]. （原始内容存档于2015-01-06）.
161. ↑  . Oricon. 2015-03-18  [2015-07-17]. （原始内容存档于2015-07-20）.
162. ↑  .   [2015-12-27]. （原始内容存档于2015-12-14）.
163. ↑  . Natalie. 2015-04-14  [2015-07-17]. （原始内容存档于2015-07-21）.
164. ↑  . Natalie. 2015-03-27  [2015-07-17]. （原始内容存档于2015-07-21）.
165. ↑  . RBBToday. 2015-05-13  [2015-07-17]. （原始内容存档于2015-07-23）.
166. ↑  . Oricon. 2015-06-03  [2015-07-17]. （原始内容存档于2015-07-21）.
167. ↑  . NHK.   [2016-01-05]. （原始内容存档于2016-01-04）.
168. ↑  . モデルプレス. 2015-12-31  [2016-01-05]. （原始内容存档于2016-03-04）.
169. ↑  Perfume、武道館“すごろく”ライブを映像化 副音声&指示書付き （页面存档备份，存于） オリコン 2015年11月19日
170. ↑  Perfumeのアルバム5作品がアナログ盤に、全部入りボックスも登場 （页面存档备份，存于） CINRA 2015年11月3日。
171. ↑  . ORICON STYLE (oricon ME). 2016-02-14  [2016-02-15]. （原始内容存档于2016-02-14）.
172. ↑  . ORICON STYLE (oricon ME). 2016-04-12  [2016-04-15]. （原始内容存档于2016-04-15）.
173. ↑  . 音楽ナタリー.   [2016-04-15]. （原始内容存档于2016-04-17）.
174. ↑  . ミュージックマンネット.   [2016-07-13]. （原始内容存档于2016年7月13日）.
175. ↑  . ORICON STYLE (oricon ME). 2016-04-26  [2016-04-27]. （原始内容存档于2016-05-03）.
176. ↑  . Perfume Official Site.   [2016-03-06]. （原始内容存档于2016年3月7日）.
177. ↑  . 音楽ナタリー.   [2016-06-20]. （原始内容存档于2016-06-19）.
178. ↑  . NHK.   [2016-11-25]. （原始内容存档于2016-11-24）.
179. ↑  Perfumeが地上波ドラマ初主演　木皿泉が脚本のテレ東ドラマ『パンセ』 （页面存档备份，存于） CINRA 2017年2月27日。
180. ↑  幕張「Perfume FES!!」に電気グルーヴ、チャットモンチー出演 （页面存档备份，存于） ナタリー 2017年2月14日。
181. ↑  . 2017年11月8日. （原始内容存档于2019年2月17日）.
182. ↑  .   [2017-12-02]. （原始内容存档于2017-12-01）.
183. ↑  . www.perfume-web.jp.   [2019-03-05]. （原始内容存档于2019-03-06） （日语）.
184. ↑  . www.perfume-web.jp.   [2019-03-05]. （原始内容存档于2019-03-06） （日语）.
185. ↑  . ORICON STYLE.   [2018-02-26]. （原始内容存档于2018-02-26）.
186. ↑  . ナタリー.   [2018-02-26]. （原始内容存档于2018-02-26）.
187. ↑  . www.perfume-web.jp.   [2019-03-05]. （原始内容存档于2019-03-06） （日语）.
188. ↑  .   [2018-07-23]. （原始内容存档于2018-08-08）.
189. ↑  蔡文鈴. . 《今日新聞》. 2018-06-12  [2018-06-13]. （原始内容存档于2018-06-12） （中文（繁體））.
190. ↑  林士傑. . 《壹週刊》. 2018-06-12  [2018-06-13]. （原始内容存档于2018-06-12） （中文（繁體））.
191. ↑  梅衍儂. . 《聯合報》. 2018-06-12  [2018-06-13]. （原始内容存档于2018-06-12） （中文（繁體））.
192. ↑  陳慧玲. . 《自由時報》. 2018-06-12  [2018-06-13]. （原始内容存档于2018-06-13） （中文（繁體））.
193. ↑  . 2018-08-21  [2018-08-22]. （原始内容存档于2018-08-22）.
194. ↑  .   [2018-07-08]. （原始内容存档于2018-07-08）.
195. ↑  . 2018-08-17. （原始内容存档于2018-08-21）.
196. ↑  . （原始内容存档于2018-09-17）.
197. ↑  . 2018-08-10. （原始内容存档于2018-08-21）.
198. ↑  .   [2018-10-10]. （原始内容存档于2018-10-31）.
199. ↑  . （原始内容存档于2018-09-22）.
200. ↑  . （原始内容存档于2018-11-14）.
201. ↑  . （原始内容存档于2019-01-01）.
202. ↑  docomoOfficial, , 2019-02-12  [2019-02-14], （原始内容存档于2019-02-12）
203. ↑  . （原始内容存档于2018-11-06）.
204. ↑  . KKBOX.   [2019-03-03]. （原始内容存档于2019-03-06） （中文（臺灣））.
205. ↑  . MeMeOn   迷迷音. 2019-03-02  [2019-03-03]. （原始内容存档于2019-03-06） （中文（臺灣））.
206. ↑  .[永久]
207. ↑  . www.perfume-web.jp.   [2019-03-12]. （原始内容存档于2019-05-11） （日语）.
208. ↑  . RCC.   [2019-03-12]. （原始内容存档于2020-08-11）.
209. ↑  . www.perfume-web.jp.   [2019-03-05]. （原始内容存档于2019-03-06） （日语）.
210. ↑  . www.perfume-web.jp.   [2019-04-01]. （原始内容存档于2019-04-01） （日语）.
211. ↑  . （原始内容存档于2019-05-26）.
212. ↑  . （原始内容存档于2019-01-03）.
213. ↑  . www.perfume-web.jp.   [2019-04-28]. （原始内容存档于2019-04-19） （日语）.
214. ↑  . www.perfume-web.jp.   [2019-03-03]. （原始内容存档于2019-03-06） （日语）.
215. ↑  . www.perfume-web.jp.   [2019-07-05]. （原始内容存档于2020-08-06） （日语）.
216. ↑  . ROCK IN JAPAN FESTIVAL 2019.   [2019-05-09] （日语）.[永久]
217. ↑  . SUMMER SONIC 2019. 2019-04-18  [2019-05-09]. （原始内容存档于2019-05-09）.
218. ↑  . SPACE SHOWER TV 30TH ANNIVERSARY SWEET LOVE SHOWER 2019.   [2019-05-09]. （原始内容存档于2019-05-09） （日语）.
219. ↑  . www.perfume-web.jp.   [2019-07-02] （日语）.[永久]
220. ↑  . www.perfume-web.jp.   [2019-07-02]. （原始内容存档于2019-06-24） （日语）.
221. ↑  . ORICON NEWS.   [2019-09-24]. （原始内容存档于2019-09-24）.
222. ↑  . www.perfume-web.jp.   [2019-07-02] （日语）.[永久]
223. ↑  . www.perfume-web.jp.   [2019-10-14]. （原始内容存档于2019-10-23） （日语）.
224. ↑  . www.perfume-web.jp.   [2019-12-13]. （原始内容存档于2019-12-01） （日语）.
225. ↑  . www.perfume-web.jp.   [2020-03-03]. （原始内容存档于2019-12-16） （日语）.
226. ↑  日本放送協会. . 第70回NHK紅白歌合戦.   [2019-11-14]. （原始内容存档于2018-11-14） （日语）.
227. ↑  . www.perfume-web.jp.   [2020-03-03]. （原始内容存档于2020-03-01） （日语）.
228. ↑  . www.perfume-web.jp.   [2020-03-03]. （原始内容存档于2022-03-15） （日语）.
229. ↑  . www.perfume-web.jp.   [2020-01-28]. （原始内容存档于2020-02-26） （日语）.
230. ↑  聯合新聞網. . 噓！星聞.   [2020-03-03]. （原始内容存档于2020-03-03） （中文（臺灣））.
231. ↑  . Perfume Official Site.   [2020-09-01]. （原始内容存档于2020-08-31） （英语）.
232. ↑  . Perfume Official Site.   [2020-09-01]. （原始内容存档于2020-08-31） （英语）.
233. ↑  . Perfume Official Site.   [2020-09-01]. （原始内容存档于2020-08-31） （英语）.
234. ↑  . Perfume Official Site.   [2020-09-01]. （原始内容存档于2020-08-31） （英语）.
235. ↑  . Perfume Official Site.   [2020-09-01]. （原始内容存档于2020-08-31） （英语）.
236. ↑  . Billboard JAPAN.   [2024-05-30]. （原始内容存档于2023-04-07） （日语）.
237. ↑  Inc, Natasha. . 音楽ナタリー.   [2024-05-30]. （原始内容存档于2023-04-08） （日语）.
238. ↑  . natalie.   [2024-08-09]. （原始内容存档于2024-12-15） （日语）.
239. 1 2 3   . TV Bros.
240. ↑  . bounce.com. 2008-02-07  [2009-06-02]. （原始内容存档于2008-12-09） （日语）.
241. 1 2 3  . QuickJapan. 2007年10月, (74)  [2014-04-12]. （原始内容存档于2014-04-13）.
242. ↑  2008年11月号
243. ↑  「remix」2007年4月号
244. ↑  . 扶桑社. 2008年11月. ISBN 9784594058258.
245. ↑  富士電視台 「鬧鐘電視」（2008年6月30日播出）
246. 1 2  . . 2008年12月: 32  [2014-04-12]. （原始内容存档于2014-04-13）.
247. ↑   (68).
248. 1 2 3   (56).
249. ↑  . 2008年5月.
250. ↑  . 2009年1月.
251. ↑  . white-screen.jp. 2011-10-26  [2014-04-20]. （原始内容存档于2014-01-03）.
252. ↑  . Amuse.   [2014-04-12]. （原始内容存档于2014-02-22）.
253. ↑  . mikiko official site.   [2014-04-20]. （原始内容存档于2014-03-25）.
254. 1 2   (75): 70–71.
255. ↑  . .   [2008年4月25日]. （原始内容存档于2009年2月28日）.
256. 1 2   . PIA. 2007-11-08.
257. ↑  讀賣新聞. . 2007-10-29  [2008-02-15]. （原始内容存档于2008-01-27）.
258. ↑  TIMES, MOT. . every little d. 2018-08-23  [2019-03-03]. （原始内容存档于2019-03-06） （中文（臺灣））.
259. ↑  . next.rikunabi.com.   [2019-03-03]. （原始内容存档于2019-11-09）.
260. ↑  .   [2014-04-12]. （原始内容存档于2010-06-10）.
261. ↑  四方宏明. . .   [2014-04-12]. （原始内容存档于2010-01-23）.
262. ↑  . J-WAVE. 2012-04-22  [2014-04-12]. （原始内容存档于2022-01-16）.
263. ↑  Yahoo! Music. . 2007-09-10  [2007年10月3日]. （原始内容存档于2007年12月22日）.
264. ↑  YOMIURI ONLINE. . 2007-10-29  [2012-04-12].[永久]
265. ↑  北海道電視台「厲害的世界」（2008年3月3日播出）
266. ↑  J-WAVE「OH! MY RADIO」（2008年4月22日播出）
267. ↑  . 日本電視台24小時新聞. 2010-11-28  [2014-04-12]. （原始内容存档于2014-07-07）.
268. ↑  文化庁メディア芸術祭. . 2019-03-01  [2019-03-03] （日语）.
269. ↑  . www.perfume-web.jp.   [2019-03-05]. （原始内容存档于2019-03-06） （日语）.
270. ↑  . VOGUE. 2012-09-26  [2012年9月26日]. （原始内容存档于2012-09-28）.
271. ↑  . 體育報知. 2008-06-07  [2008-11-26]. （原始内容存档于2008-12-05）.

### 延伸閱讀
- 「QuickJapan」74号、太田出版、2007年10月。ISBN 978-4-7783-1093-6
- 「QuickJapan」75号、太田出版、2007年12月。ISBN 978-4-7783-1103-2
- 讀賣新聞晚報「POPSTYLE」2007年10月24日。
- KKBOX的Perfume專訪：
  - . KKBOX. 2012-11-07  [2014-06-06]. （原始内容存档于2014-06-06）.
  - . KKBOX. 2014-05-12  [2014-06-06]. （原始内容存档于2014-06-07）.

## 外部連結
- Perfume Official Site
- Perfume official global website
- アミューズによるプロフィール （页面存档备份，存于）
- Perfume - UNIVERSAL MUSIC JAPAN （页面存档备份，存于） - 現在の所属レーベル
- Perfume - 徳間ジャパンコミュニケーションズ （页面存档备份，存于） - 2005年から2012年まで所属していたレーベル
- YouTube上的Perfume Official Channel頻道
- Perfume_Staff的X（前Twitter）
- Perfume的X（前Twitter）
- Perfume的Facebook專頁
- Perfume的Instagram帳戶
- Perfume的TikTok
- Perfume的新浪微博